# Arhitectura din Azerbaidjan
Arhitectura din Azerbaidjan (în azeră Azərbaycan memarlığı) se referă la dezvoltarea arhitecturii în Azerbaidjan.
Arhitectura în Azerbaidjan, de obicei, combină elemente orientale și occidentale. Multe vechi comori arhitecturale, cum ar fi Turnul Domnițelor și Palatul Șahilor din Șirvan din orașul fortificat Baku supraviețuiesc în Azerbaidjanul de azi. 
Printre comorile arhitecturale medievale care reflectă influența mai multor școli sunt Palatul Shirvanshahs din Baku, Palatul Shaki Khans în orașul Shaki în partea central-nordică a Azerbaidjanului, Templul Surakhany în Peninsula Apsheron, o serie de poduri peste Râul Aras și mai multe mausolee. În secolul XIX și începutul secolului XX, puțină arhitectură monumentală a fost creată, dar au fost construite remarcabile reședințe în Baku și în alte parți. Printre cele mai recente monumente arhitecturale,  metroul din Baku este de remarcat pentru decorul generos. 

## Palatul Șahilor din Șirvan
Dinastia șahilor a condus statul Șirvan, în nordul Azerbaidjanului, din secolul VI până în secolul XVI. În secolul XII, atenția lor s-a deplasat spre Baku, când șahul Manoochehr al III-lea a ordonat ca orașul să fie înconjurat cu ziduri. În 1191, după ce un cutremur devastator a distrus vechea capitală Șamakhi, reședința șahilor a fost mutată la Baku și s-au pus bazele complexului arhitectural Șirvanșah. Acest complex, construit pe cel mai înalt punct al colinei Iceari Șahar, rămâne unul dintre cele mai remarcabile monumente de arhitectură medievală din Azerbaidjan. 
Diferitele secțiuni ale complexului Șirvanșah nu au fost toate create în același timp, nu a existat un plan general pentru întregul complex de construcții. Mai degrabă, fiecare clădire a fost adăugată atunci când s-a ivit necesitatea.
Cea mai mare parte din construcție a fost făcută în secolul XV, în timpul domniei lui Khalilullah I (sau Halil I) și fiul său Farrukh Yassar, între 1435-1442. 
Clădirile care aparțin complexului includ ceea ce pare a fi fost un cartier de locuințe, o moschee, Divankhana (Consiliul regelui) în formă octogonală, un mormânt pentru membrii familiei regale, mausoleul lui Seyid Yahya Bakuvi (un faimos astronom al timpului) și o baie comunală. 
Toate aceste clădiri, cu excepția spațiilor de locuit și a băii, sunt destul de bine conservate. Complexul Șirvanșah este în curs de reconstrucție. Are 27 de camere la primul etaj și 25 la cel de-al doilea.
Funcția reală a complexului Șirvanșah este încă în curs de investigare. Deși frecvent a fost descris ca un palat, unii experți încă își pun întrebări. Complexul pur și simplu nu are grandoare regală; de exemplu, nu există intrări somptuoase pentru primirea oaspeților, nici dormitoare regale. Cele mai multe dintre camere par mai potrivite pentru birouri mici sau locuințe pentru călugări.

### Divankhana

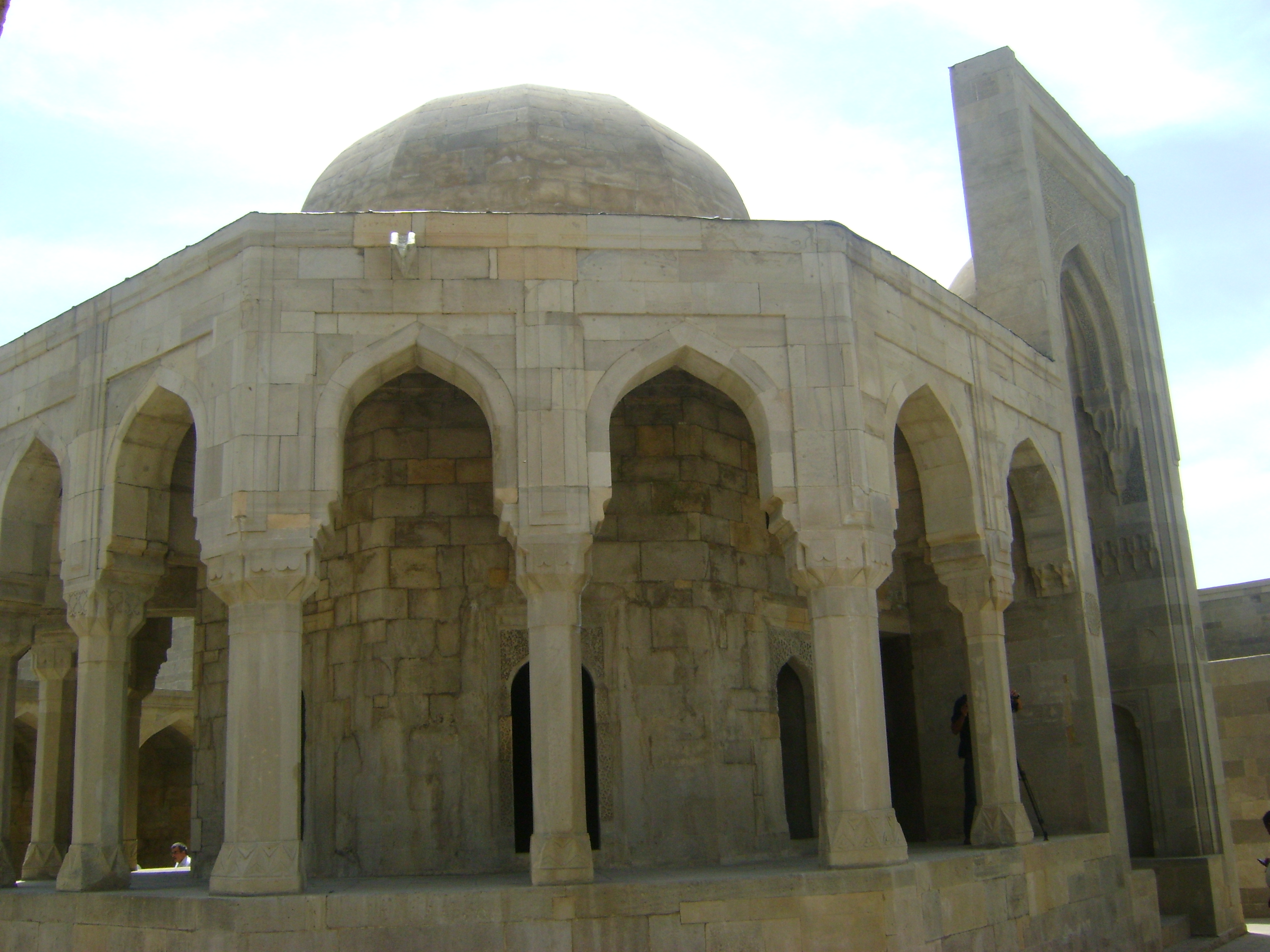
Divankhana

Această clădire unică are forma unui pavilion octogonal. Poarta de intrare este minuțios lucrată în calcar. 
Inscripția centrală cu data construcției și numele arhitectului au fost eliminate după ce șahul Ismayil Khatai a cucerit Baku, în 1501. 
Cu toate acestea, există două medalioane hexagonale foarte interesante pe fiecare parte a intrării. Fiecare este formată din șase romburi cu modele sculptate foarte neobișnuit în piatră. Fiecare design elaborat include principii fundamentale ale credinței șiite: "Nu există alt Dumnezeu în afară de Dumnezeu. Mohammed este profetul lui. Ali este capul credincioșilor." În mai multe romburi, cuvântul "Allah" (Dumnezeu) este cioplit în sens invers, astfel încât acesta poate fi citit într-o oglindă. Se pare că sculpturile "în oglindă" erau destul de frecvente în lumea orientală în vremea aceea.
Oamenii de știință cred că Divankhana a fost un mausoleu destinat lui Khalilullah I. Rotonda de aici seamănă cu cele găsite în mausoleele din Bayandur și Mama-Khatun din Turcia. De asemenea, mica sală care precede holul octogonal principal este o trăsătură comună în mausoleele din statul Șirvan.

### Mormântul șahilor statului Șirvan

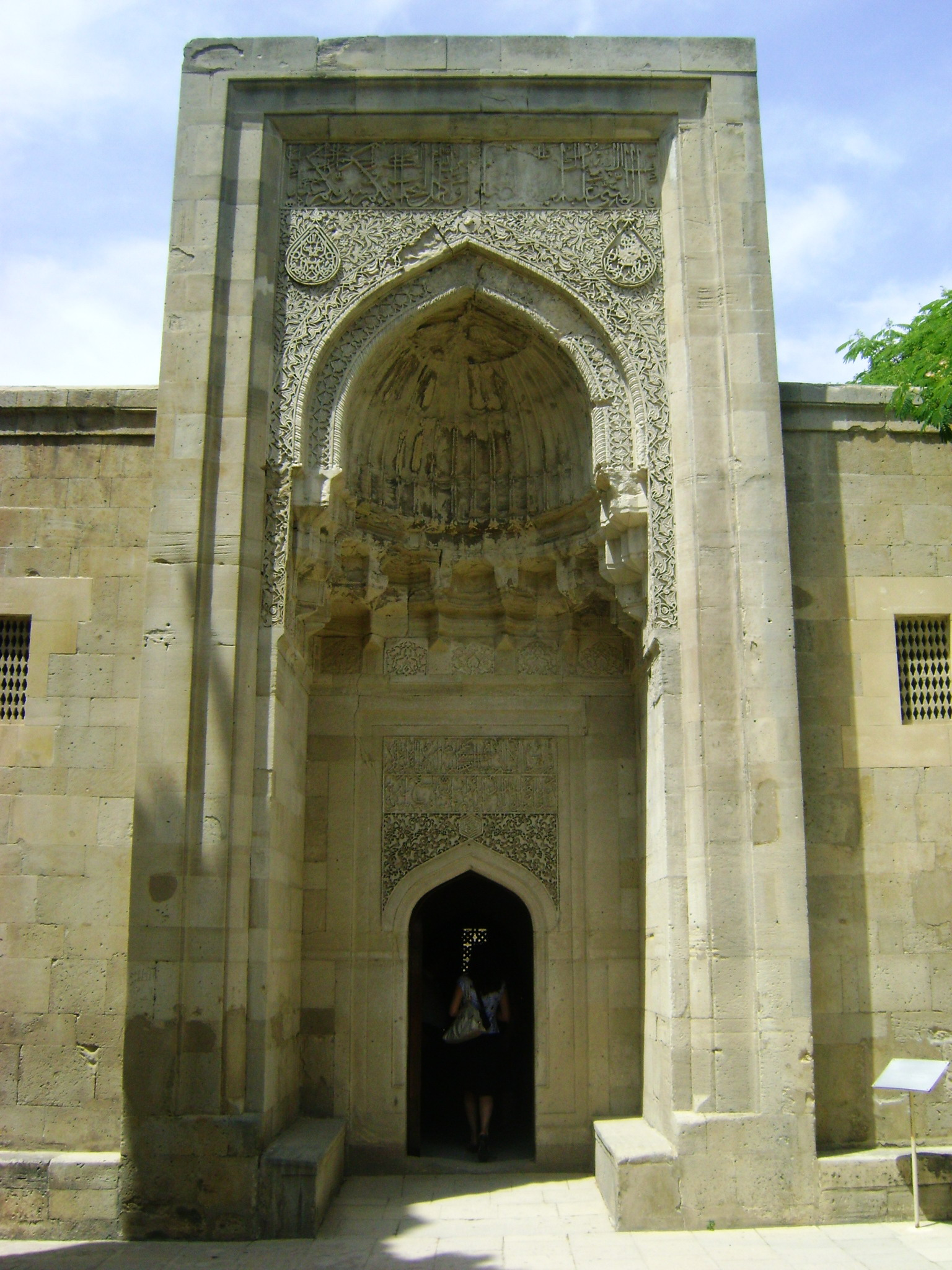
Mormântul șahilor statului Șirvan

Această clădire este situată la nivelul inferior al solului și este cunoscută sub numele Turba (criptă). O inscripție datează cripta între 1435-1436 și spune că Khalilullah I a construit-o pentru mama lui Bika Khanim și fiul său Farrukh Yamin. Mama lui a murit în 1435 și fiul său a murit în 1442, la vârsta de șapte ani. Mai mult de zece morminte au fost descoperite mai târziu; acestea pot să fi aparținut altor membri ai familiei Șahului, inclusiv doi fii care au murit în timpul vieții sale.
Intrarea în mormânt este decorată cu stalactite sculptate în calcar. Una dintre cele mai interesante caracteristici ale acestei porți sunt două medalioane în formă de picătură de fiecare parte de a inscripției coranice. La început, ele par a fi fost doar decorative. 
Turba este unul dintre puținele locuri în complexul Șirvanșah unde știm numele arhitectului care a construit structura. În poarta cavoului, numele "Ma' mar (arhitect) Ali" este sculptat, dar în sens invers, ca reflectat într-o oglindă. Unii cercetători sugerează că, dacă șahul ar fi descoperit că arhitectul său și-a înscris numele într-o poziție mai mare decât a șahului, el ar fi fost aspru pedepsit. 

### Vestigii istorice
O altă secțiune importantă este moscheea. Potrivit complicatelor inscripții de pe minaretul ei, Khalilullah ar fi comandat construcția sa, în 1441. Minaretul este de 22 de metri în înălțime (aproximativ 66 de picioare). Moscheea Gubad , care este la doar câțiva metri în afara complexului, a fost construită în secolul al 13-lea. Acesta a fost distrus în 1918 într-un incendiu; numai bazele zidurilor și coloanele au rămas. 
Poarta lui Murad a fost adăugată târziu lângă complex. O inscripție pe poartă spune că a fost construită de un cetățean din Baku pe nume Baba Rajab, în timpul domniei sultanului otoman Murad al III-lea în 1586. Se pare că a servit ca poartă de acces la o clădire, dar nu se știe ce fel de clădire sau chiar dacă clădirea a existat vreodată.

## Palate

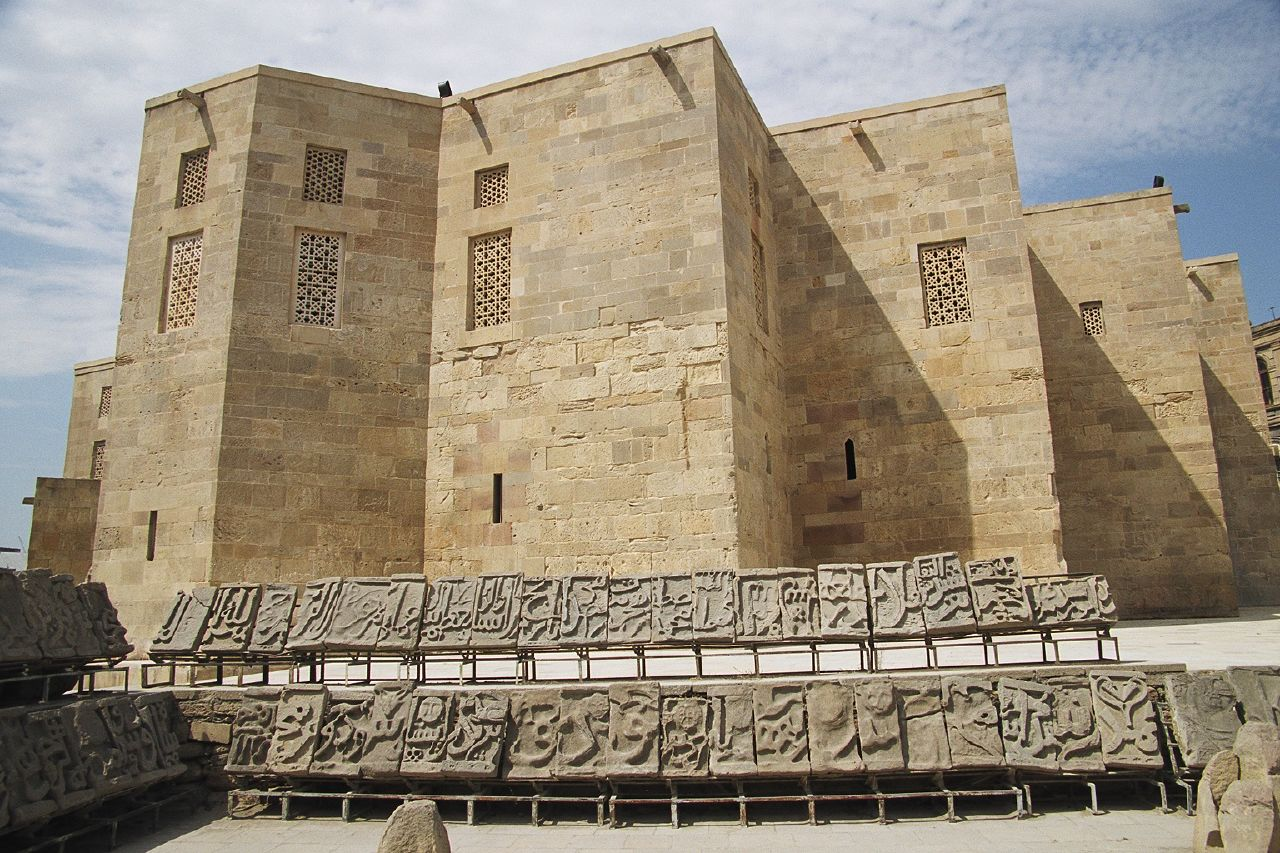
Palatul Shirvanshahs, Baku
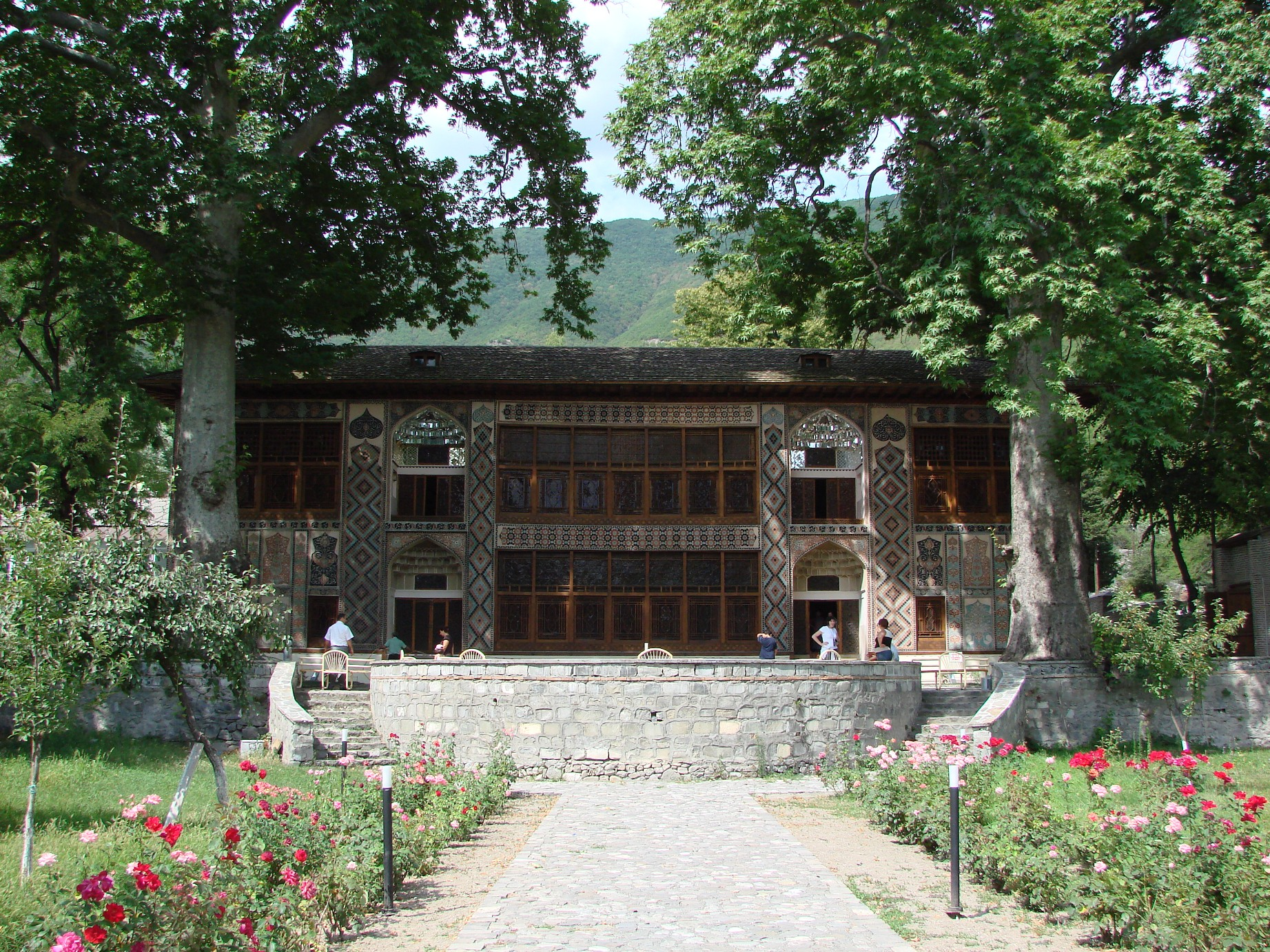
Palatul Sheki Khans, Sheki
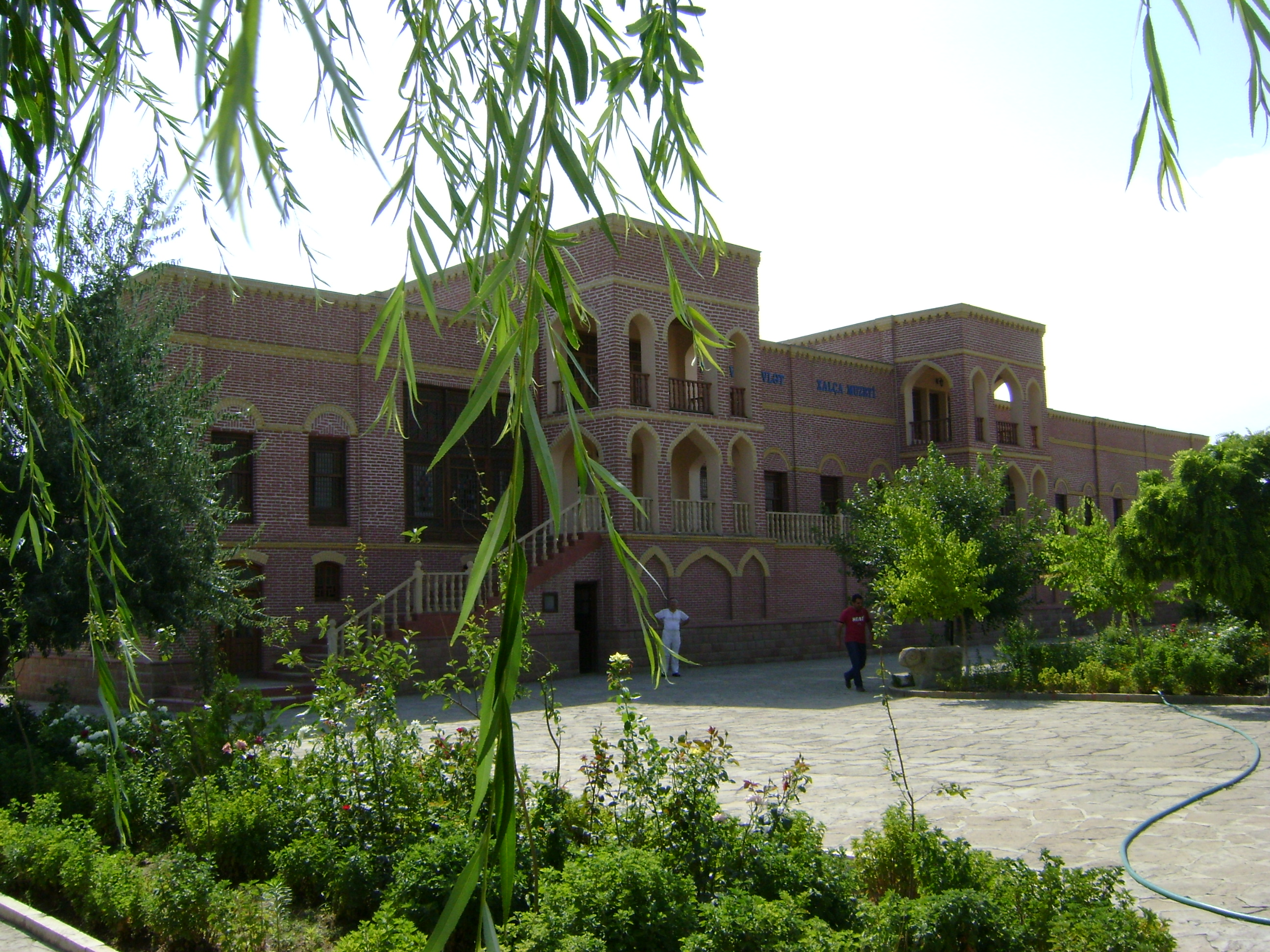
Palatul Nakhchivan Khans, Nakhchivan

## Zgârie-nori și monument uriașe
La sfârșitul anilor 1990, apar o mulțime de clădiri foarte înalte în Baku, capitala Azerbaidjanului. Cele mai remarcabile clădiri sunt "Turnurile Flacără", "Turnurile Portului Baku", "Trump International Hotel & Tower Baku", "Azur". "Turnul SOCAR" și "Proiectul de Dezvoltare Semiluna" sunt în construcție și planificate pentru a fi cele mai înalte după finalizare.

## Arhitectura secolului XX
Etapa Inițială de dezvoltare arhitecturală în Azerbaidjan în perioada sovietică se referă la înființarea cartiere de locuințe muncitorești în Baku, cum ar fi Binagadi, Rasulzade, Bakikhanov, Montin, Mammadyarov. 
Primul program al absolvenților Facultății de Construcții al Institutului Politehnic din Azerbaidjan a fost în 1929. Tinerii arhitecți S. Dadashov și M. Useynov au creat uzina Bayil (azi maternitate), noua clădire a Institutului Industrial din Azerbaidjan  (în prezent Academia de Stat pentru Petrol și Industrie) (1932), Casa Artiștilor Plastici, o serie de clădiri rezidențiale, Școala Tehnică Pedagogică în Gazakh (toate în 1933).
Teatrul Nizami și fosta clădire a Ministerului Industriei Alimentare au fost construite pe baza proiectelor lui S. Dadashov și ale lui M. Useinov, sunt diferite de alte clădiri datorită structurii volumelor lor și a soluțiilor arhitecturale
La sfârșitul anilor 1930, multe clădiri au fost construite în restul țării: s-a început lucrarea aspectului arhitectonic general al unor orașe precum Yevlakh, Khankendi și Sheki.
Biblioteca Națională a Azerbaidjanului, numită după M. F. Axundov și cunoscută ca cea mai mare clădire de bibliotecă din Caucaz, a fost construită în 1961 prin sinteza între stilul modern și cel clasic. Proiectul acestei biblioteci a fost furnizat de către Mihail Huseynov.
Mausoleele Yusif ibn Kuseyr și Momina Khatun, create de Adjami Nakhchivani, care au aniversat 850 de ani în 1976, au fost salvate de la distrugere și reconstruite.
Palatul Prezidențial a fost construit pe baza unui proiect semnat de Fuad Orujov (manager de proiect), de Tahir Allahverdiyev (arhitect) și de Madat Khalafov (designer) în perioada 1977-1986. Palatul Prezidențial este o clădire cu douăsprezece etaje, cu materiale din marmură și granit.
Au fost luate măsuri pentru renovarea unor orașe istorice precum Shaki (1968), Iceari Șahar în zona Baku, Șușa și Ordubad ( toate în 1977), așezarea Lahidj (1980), satul Nardaran (1992), orașul Shabran, regiunea Davaci (2002), satul Lisu, Regiunea Qakh (2002), Banca Arpaceai, regiunea Ordubad (2002), Turnul Kiraggala, satul Kiș, regiunea Șeki (2003), Pir Huseyn khanagah (locuințe), regiunea Hadjigabul (2004); toate au fost declarate obiective arhitecturale protejate.

## Secolul XXI

### Turnurile Flacără
Azerbaidjan a fost mult timp numit Țara de Foc. Din acest motiv, motivul flăcării este des folosite în această țară. Arhitectura Turnurilor Flacără are structura în formă de flacără, suprafața turnurilor fiind acoperită cu leduri care să creeze imaginea uor flăcări. Este cea mai înaltă clădire din țară, cu o înălțime de 182 m. Suprafața totală a clădirii este de 235 000 de metri pătrați. Turnurile Flacăra consistă în trei clădiri, incluzând hotel, apartamente și birouri. Construcția clădirii a început în 2007, cu finalizare în 2012. În anul 2013, a primit distincția "Cel mai bun hotel și centru turistic" acordat de MIPIM. 

### Centrul de Cultură Haydar Aliyev
Una dintre cele mai importante și vizibile exemple de arhitectură nouă în Azerbaidjan este Centrul Haydar. Centrul Haydar Aliyev include istoria intrării Mării Caspice în mitologia azeră. Arhitectul irakiano-britanic Zaha Hadid a fost numit designerul arhitectural al centrului în 2007. Centrul este considerat a fi unul dintre simbolurile moderne ale orașului Baku. Zona complexului  are 16 hectare. Linia dreaptă nu a fost folosită deloc în proiect. Liniile clădirii simbolizează fuziunea trecutului cu viitorul. Centrul își propune să rupă cu arhitectura monumentală sovietică, care este destul de comună în Baku, și să exprime sensibilitatea culturii azere. 

### Crystal Hall
Baku Crystal Hall este un complex sportiv, care a fost construit pentru a găzdui Eurovision 2012 care s-a ținut la Baku. 
Arena Națională de Gimnastică, concepută pentru 9.000 de persoane, este situată în apropiere de stația de metrou Koroghlu  de pe autostrada Heydar Aliyev . Numărul de locuri poate fi modificat de la 5.000 la 9.000, în funcție de natura competiției. 

## Galerie

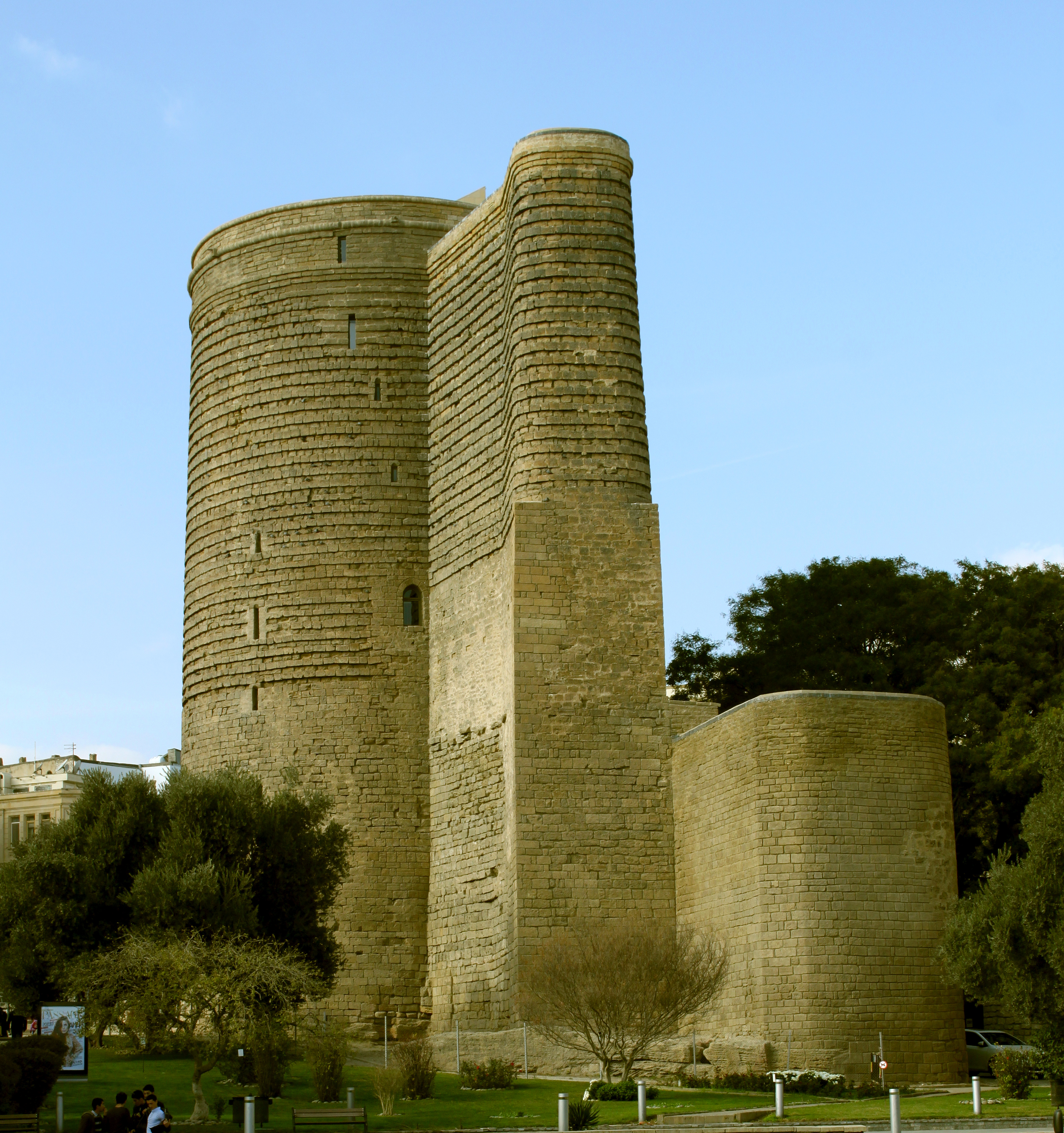
Maiden Tower in Baku.
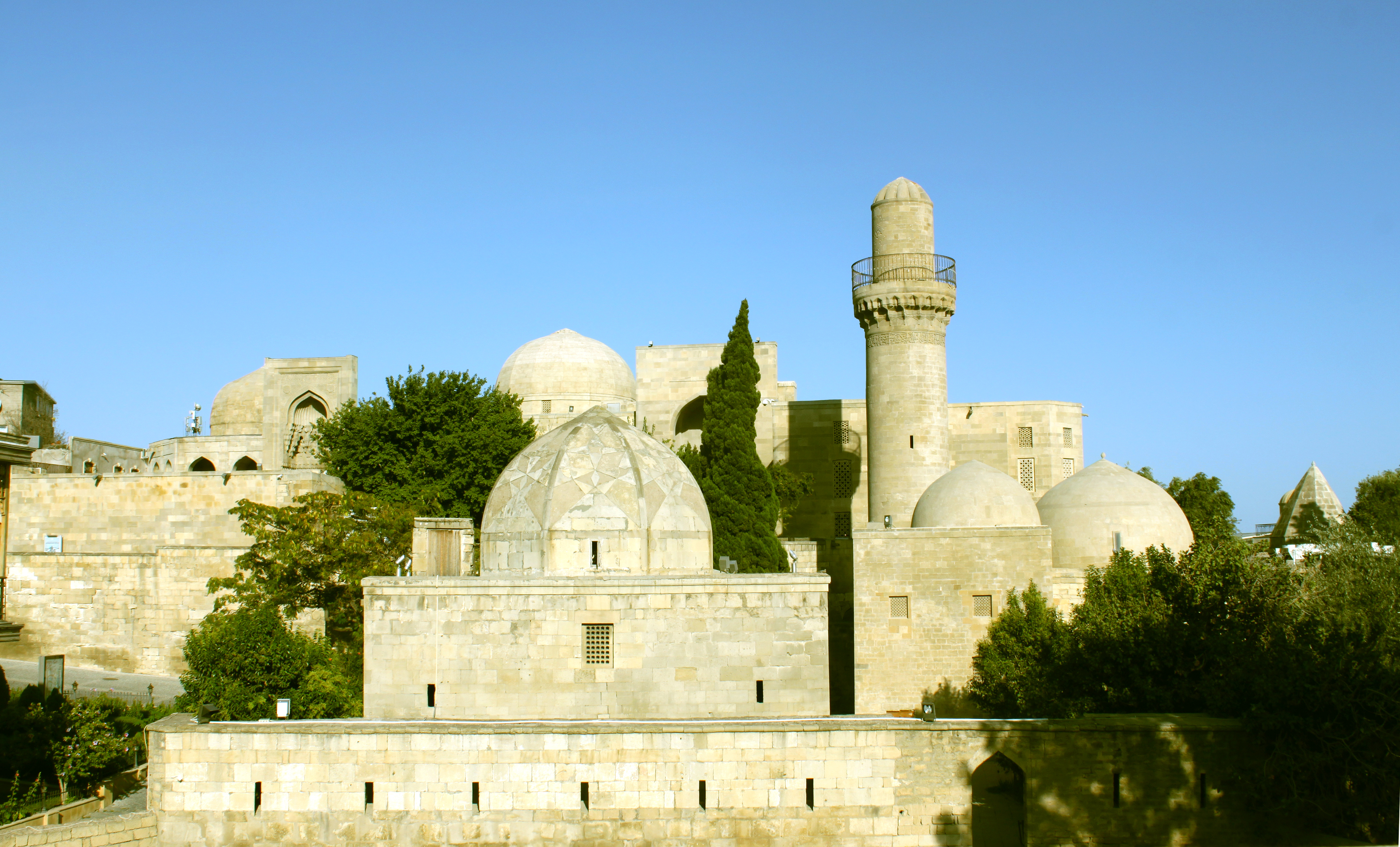
The Palace of the Shirvanshahs.
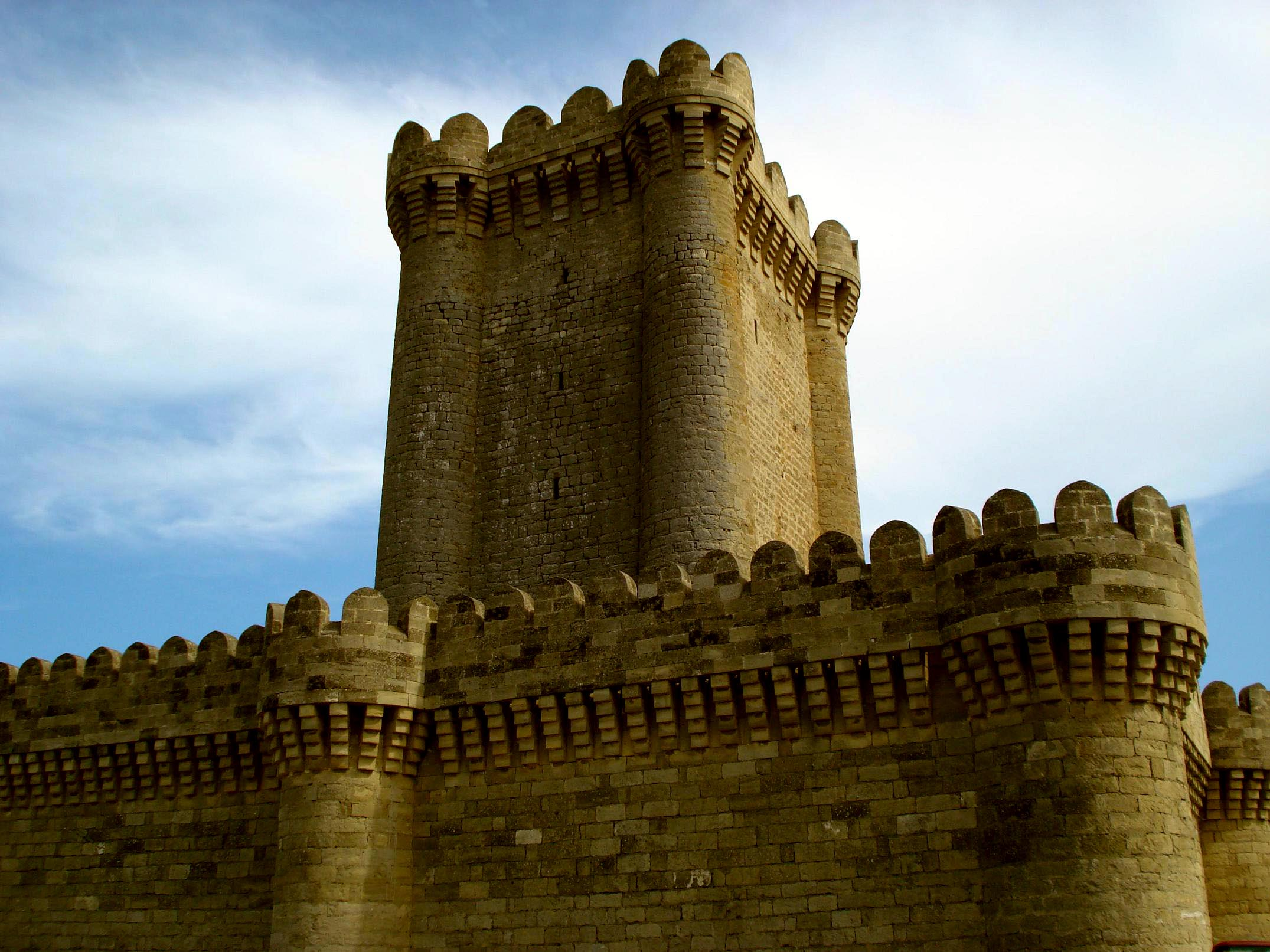
Quadrangular castle of Mardakan
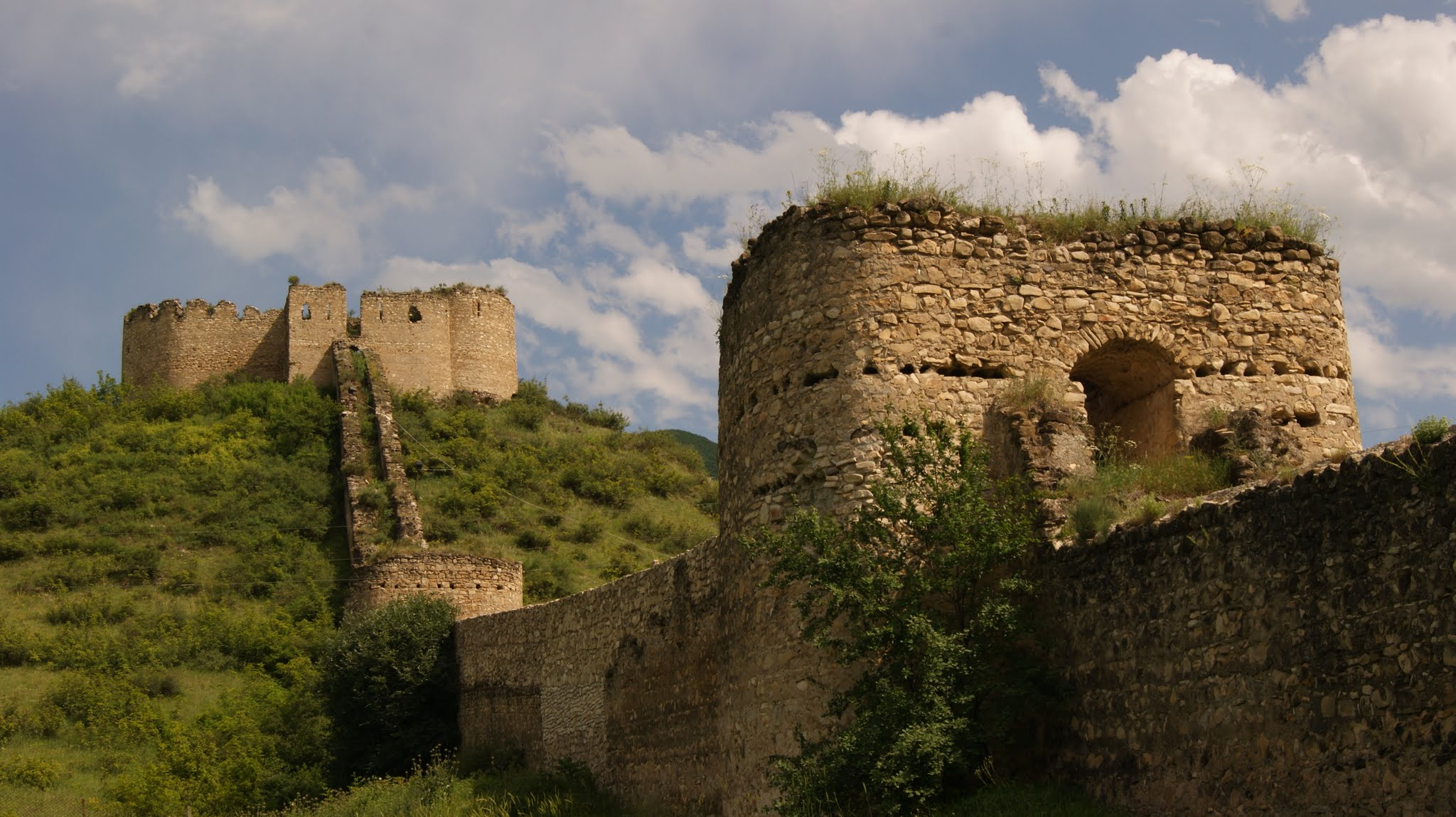
Askeran Fortress
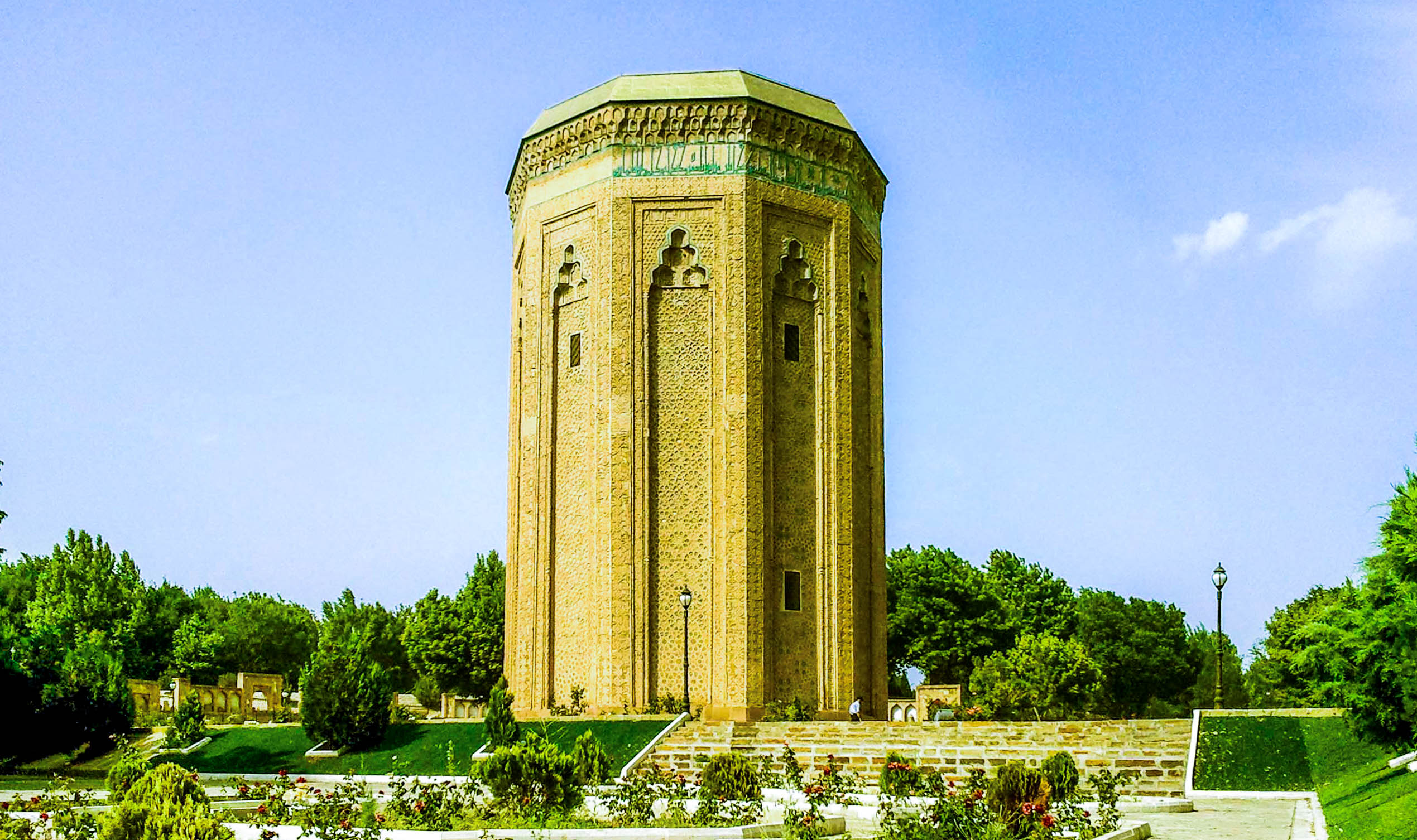
Momine Khatun Mausoleum
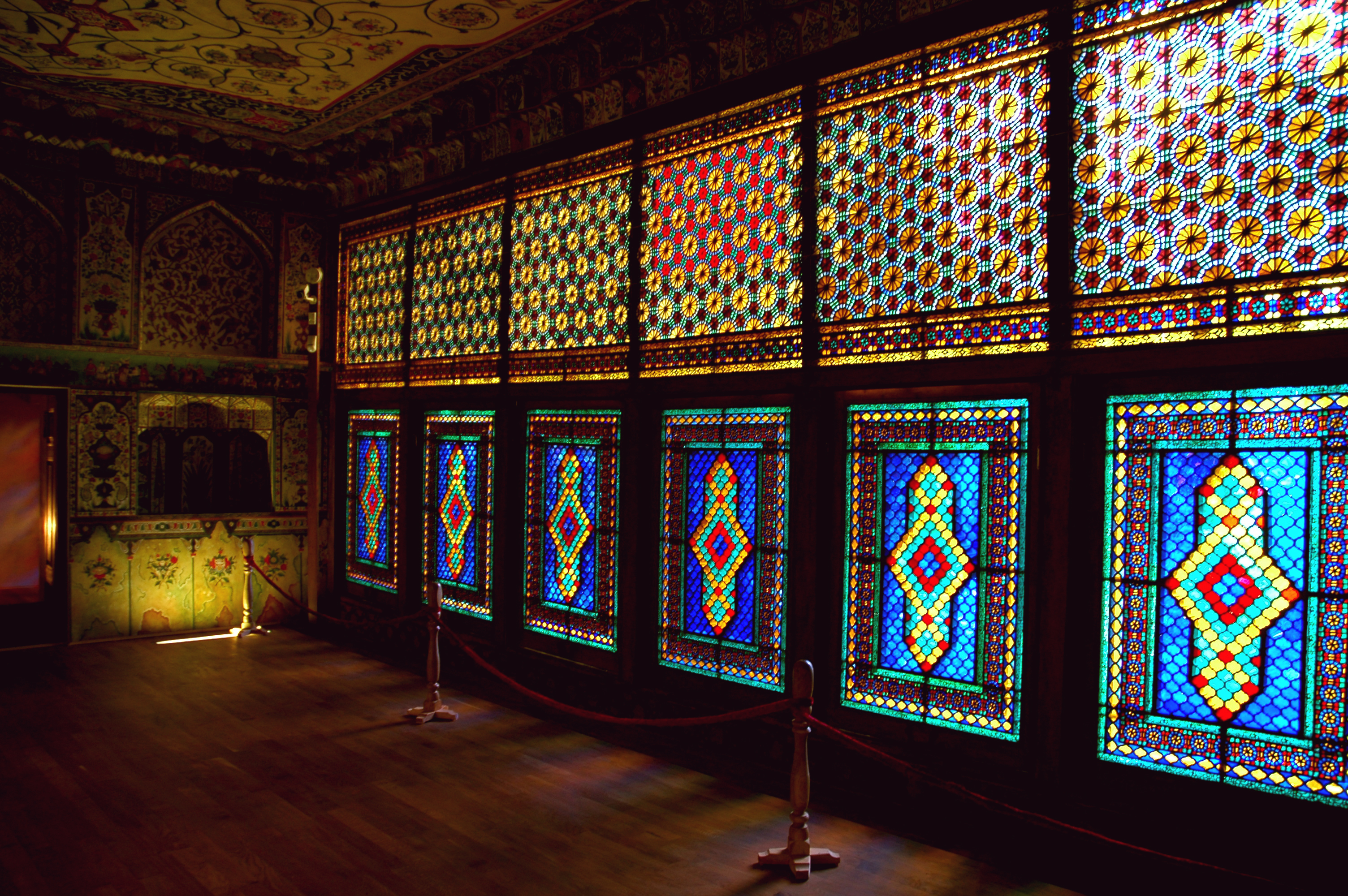
Palace of Shaki Khans
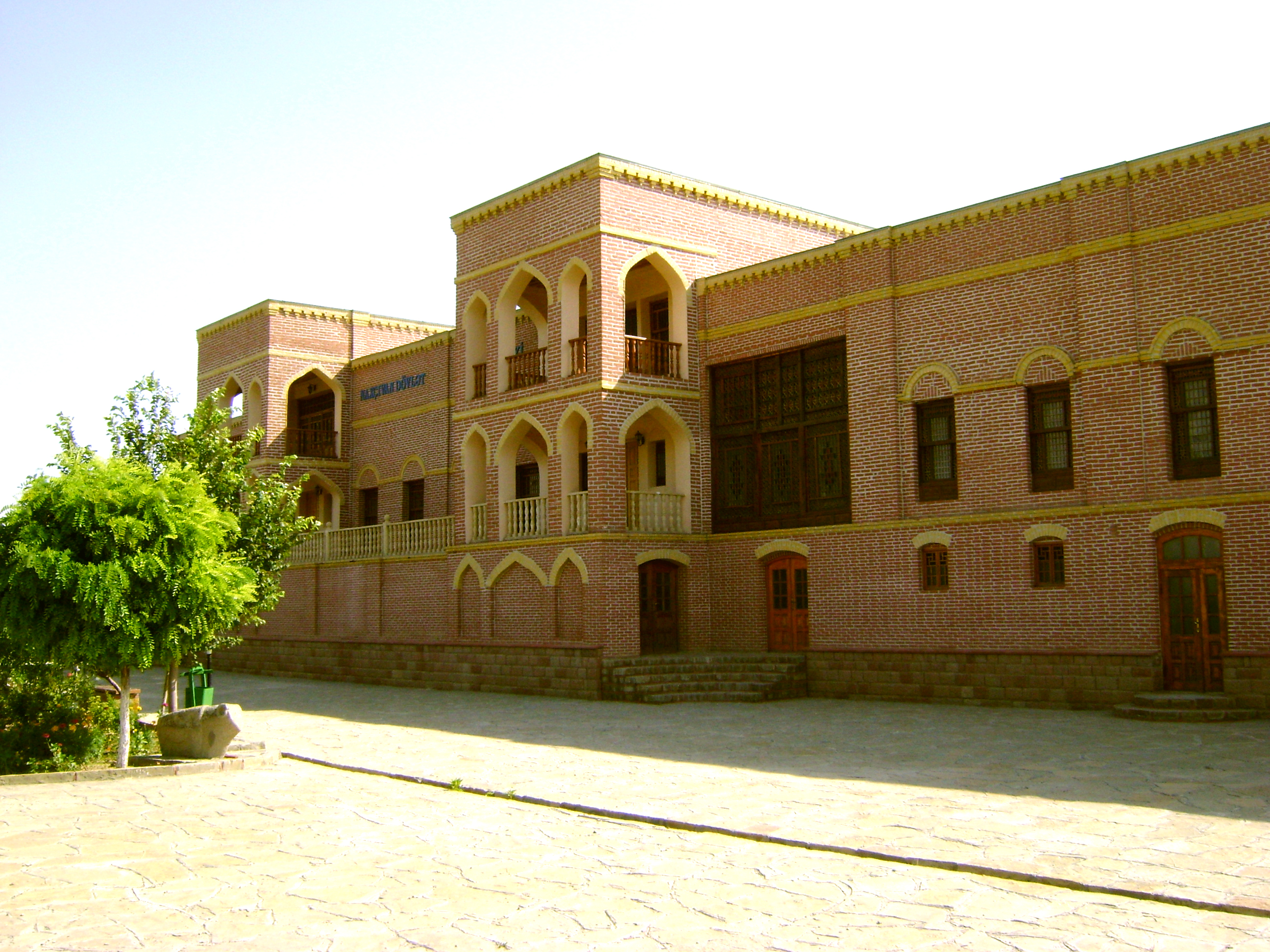
Palace of Nakhchivan Khans
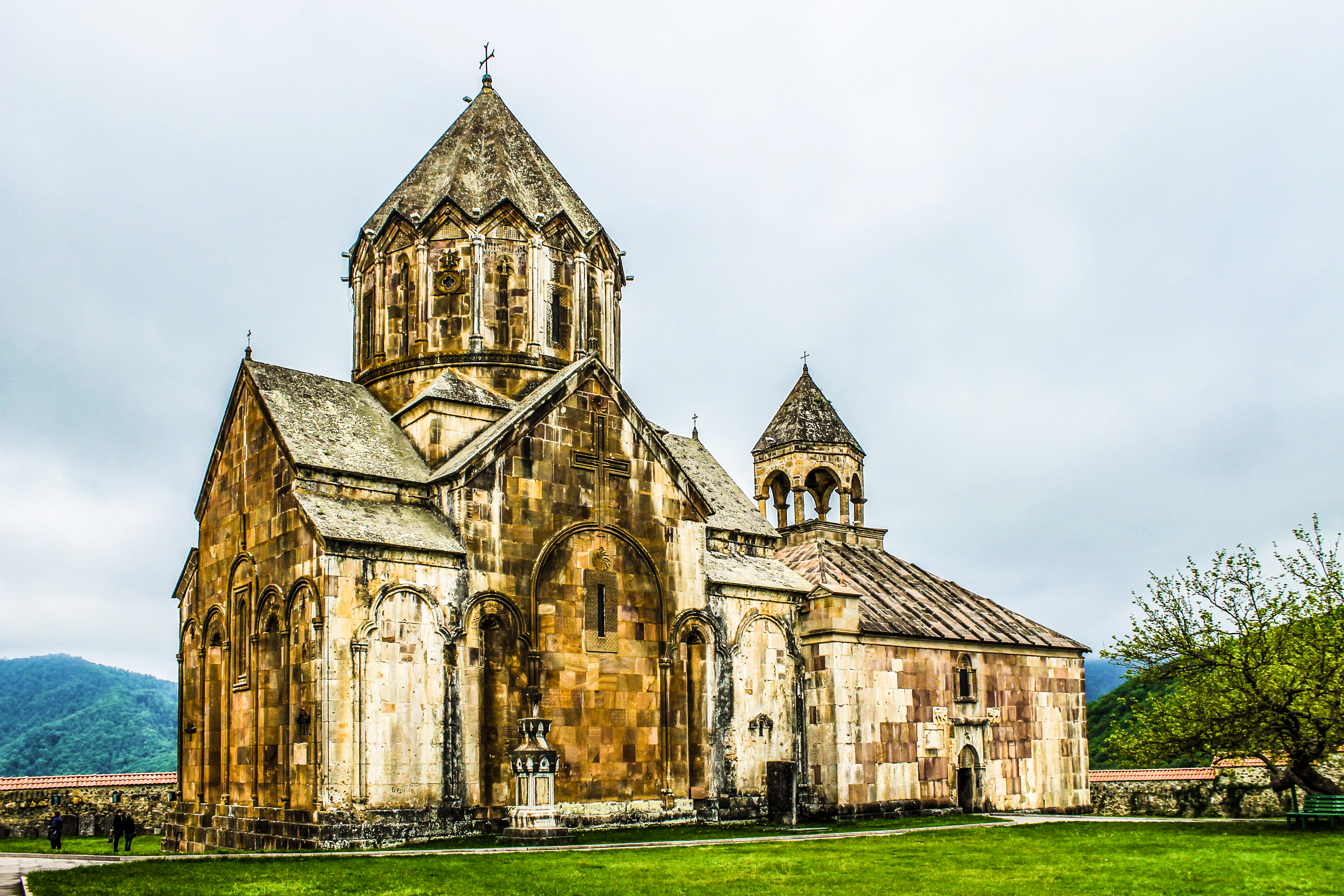
Gandzasar monastery in Kalbajar.
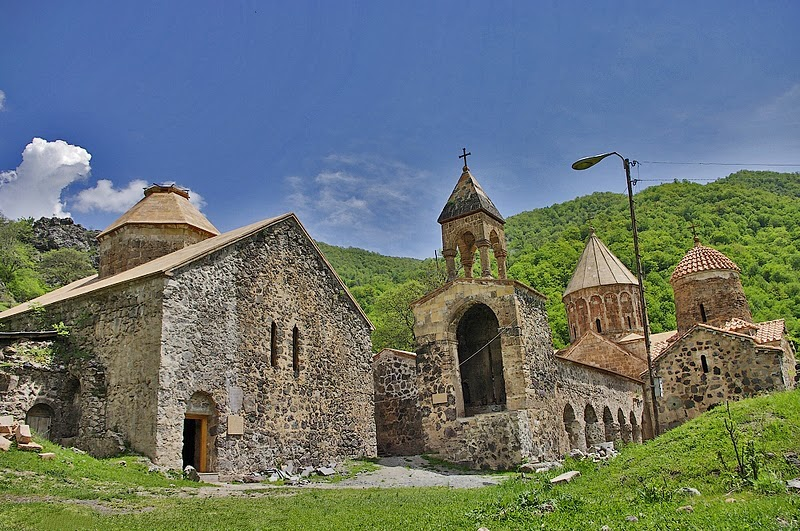
Dadivank monastery.
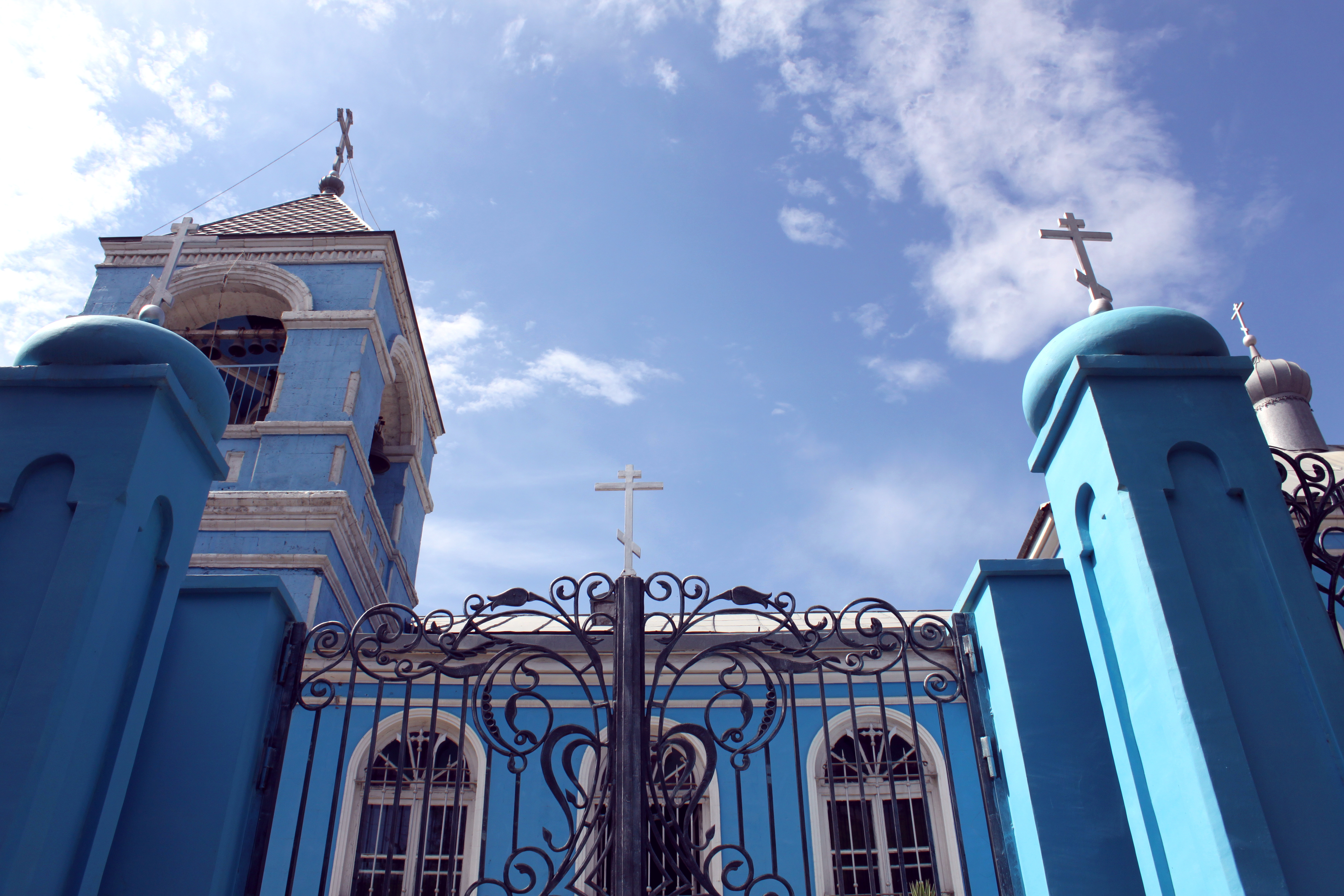
Orthodox Church of Saint Michael Archangel in Baku
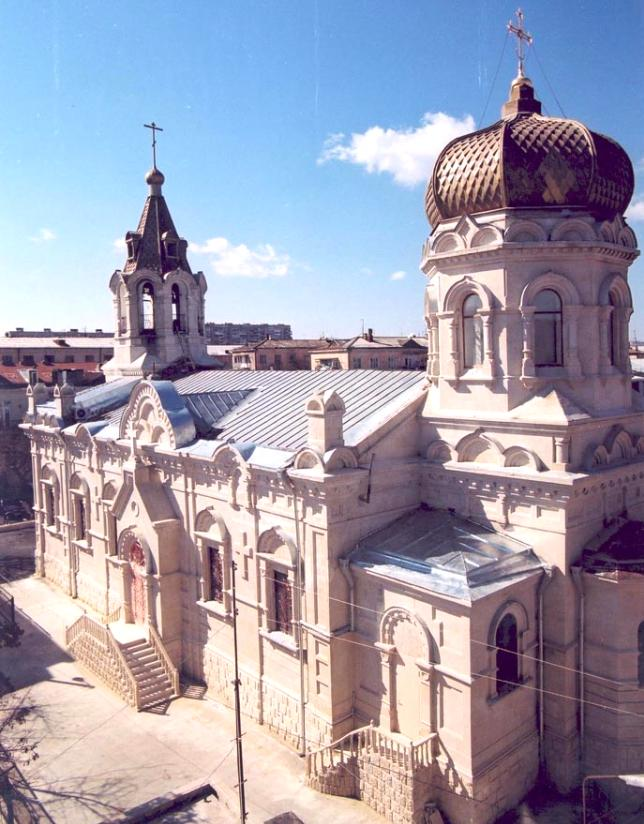
Orthodox Holy Myrrhbearers Cathedral
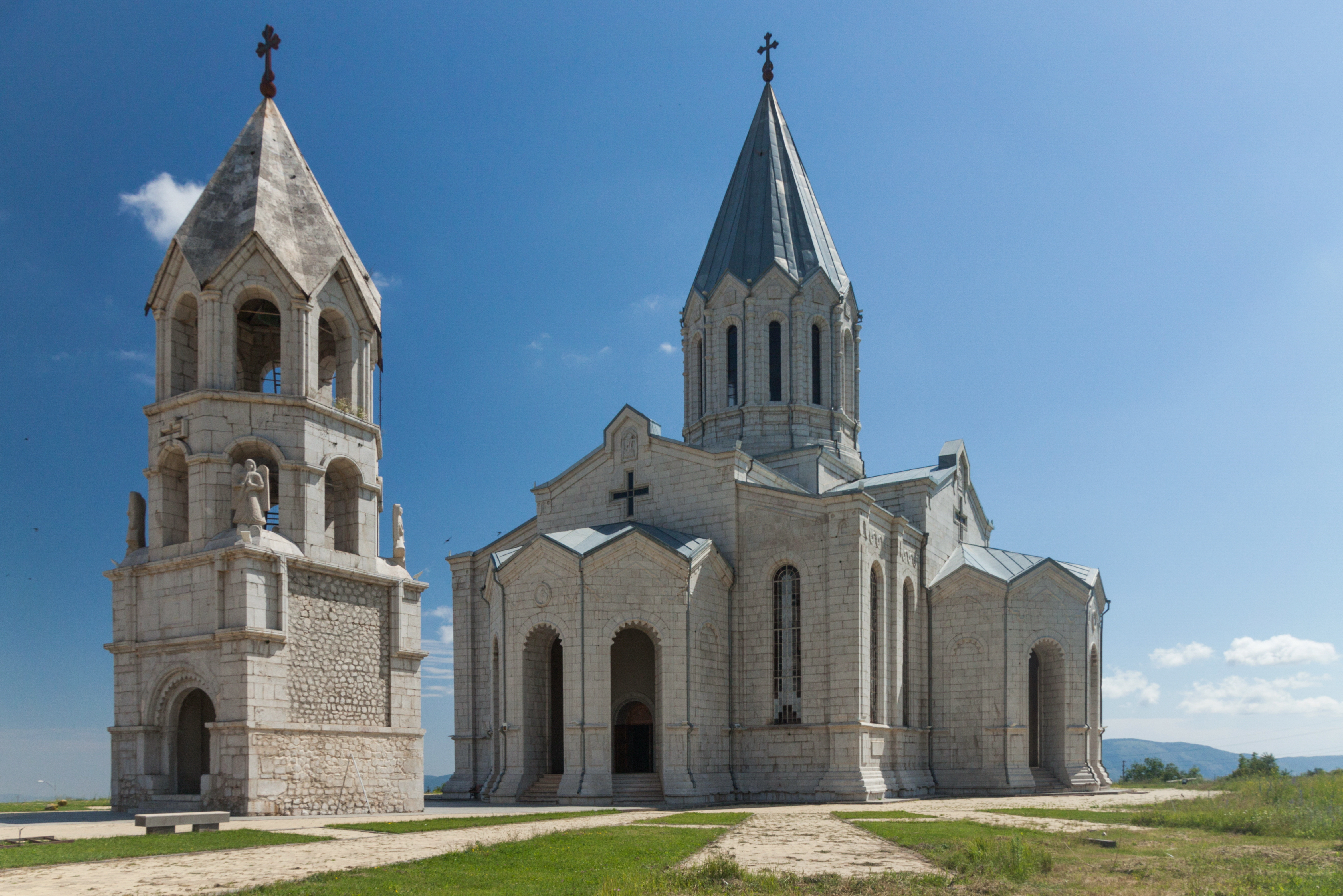
Armenian Ghazanchetsots Cathedral in Shusha
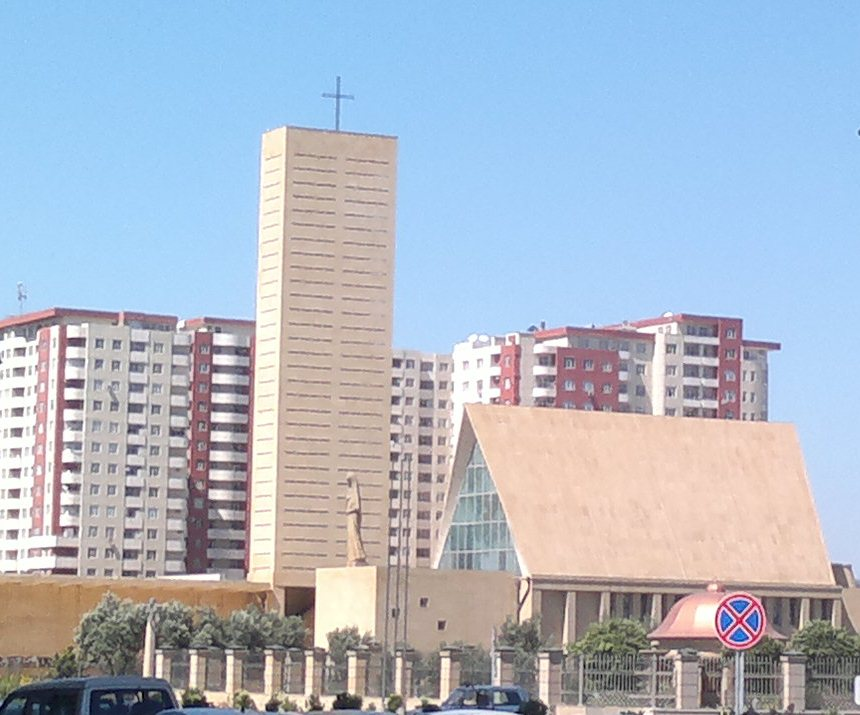
Church of the Immaculate Conception, Baku
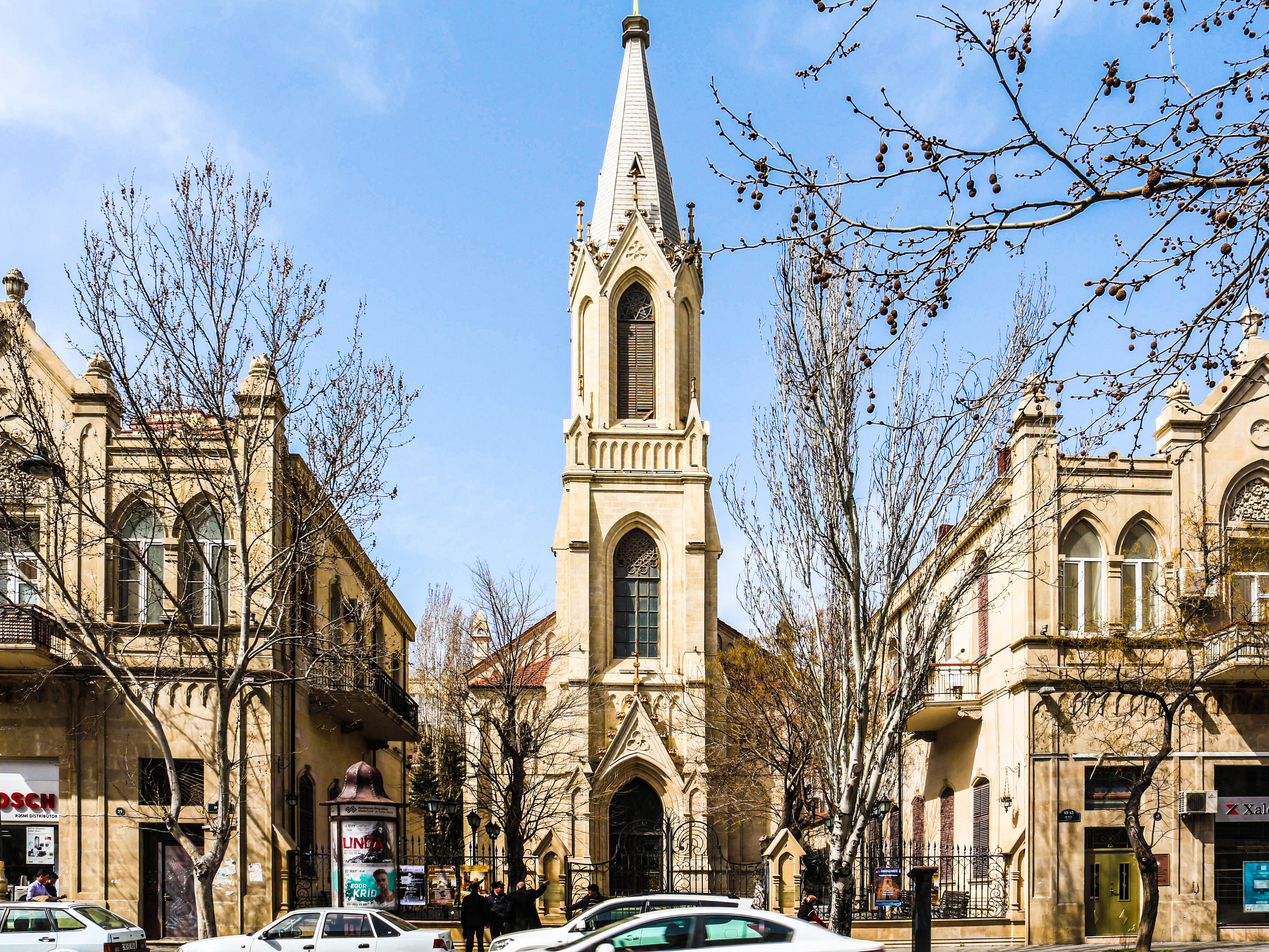
Lutheran Church of the Saviour, Baku
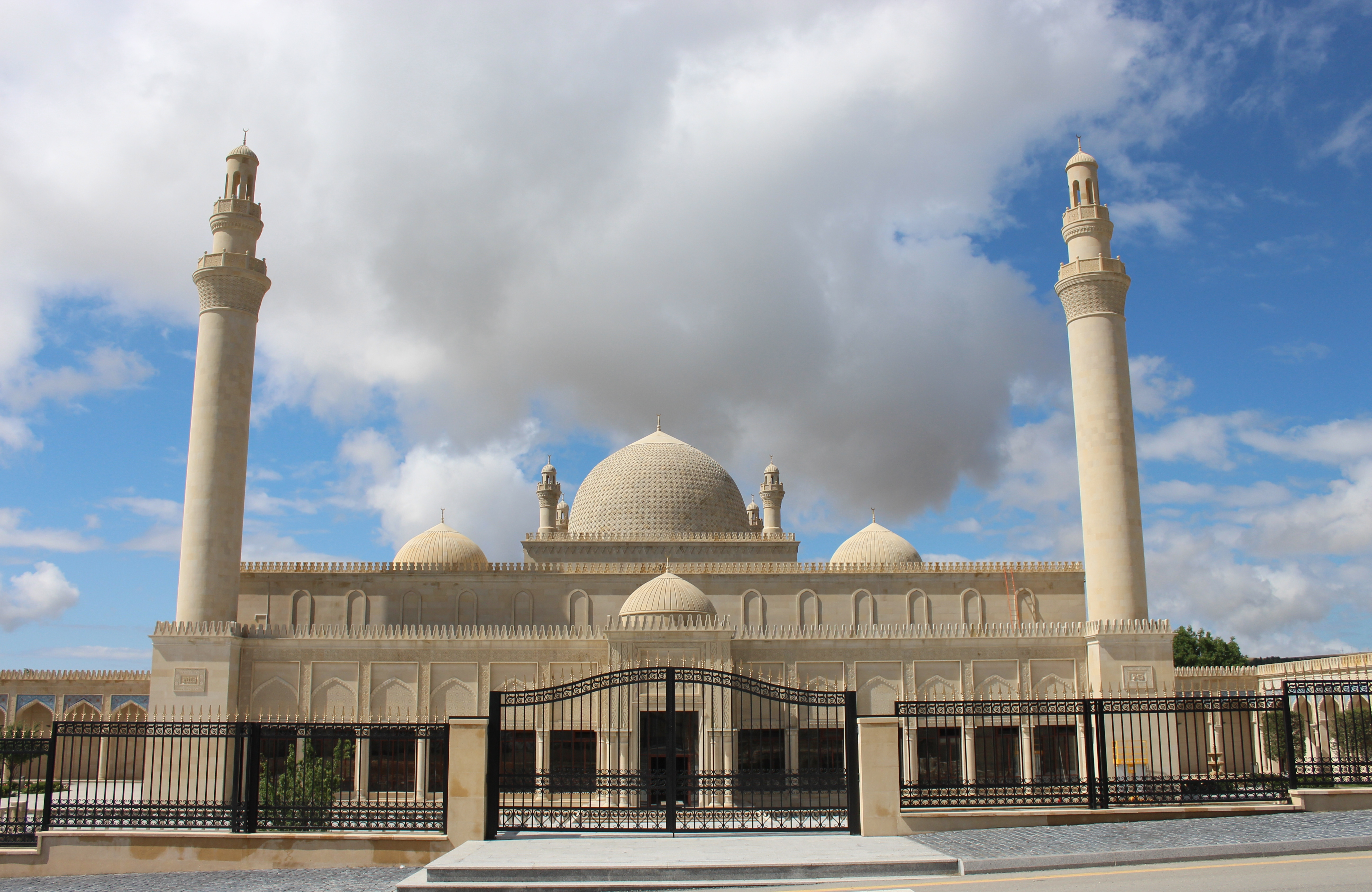
Juma Mosque, Shamakhi
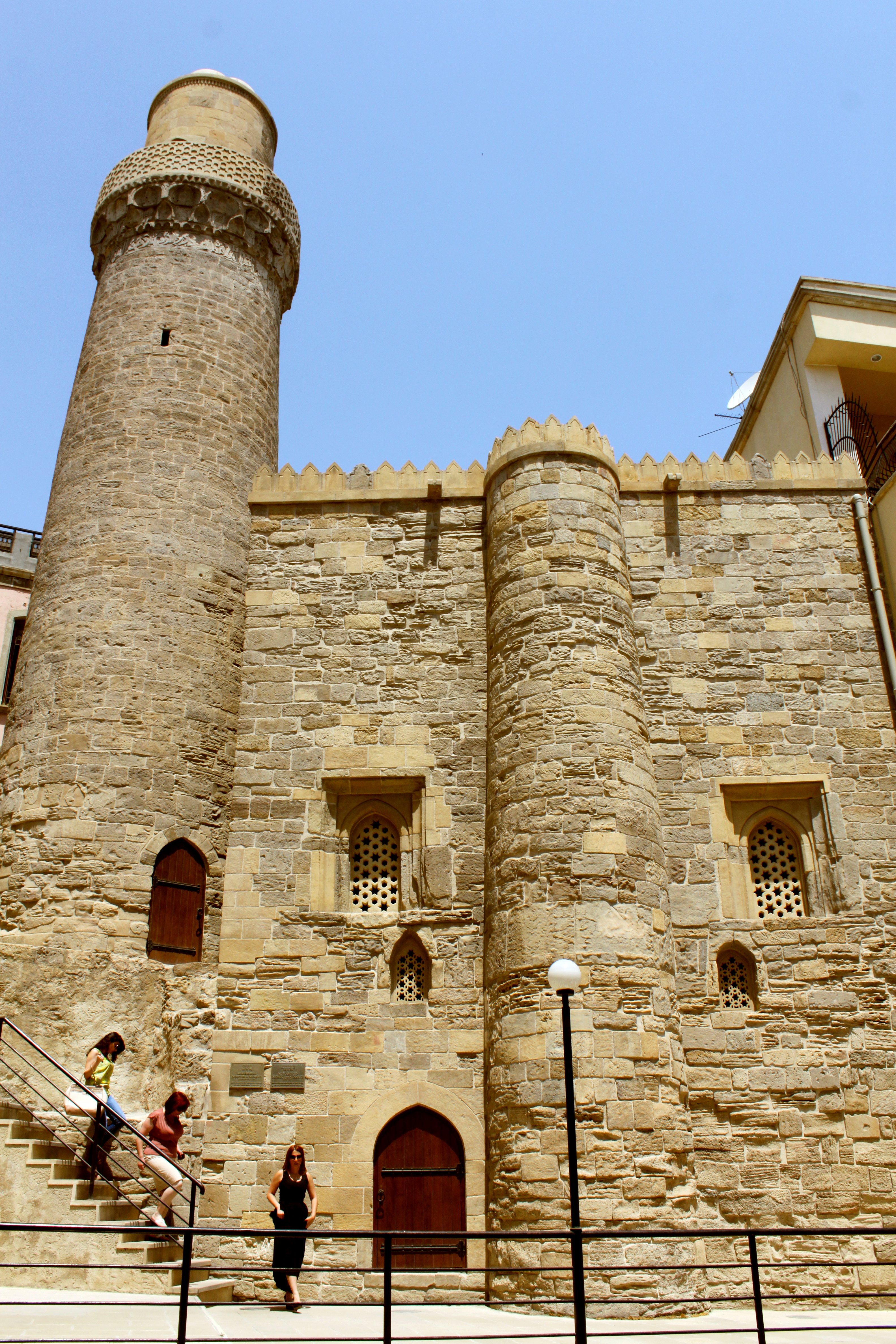
Muhammad Mosque
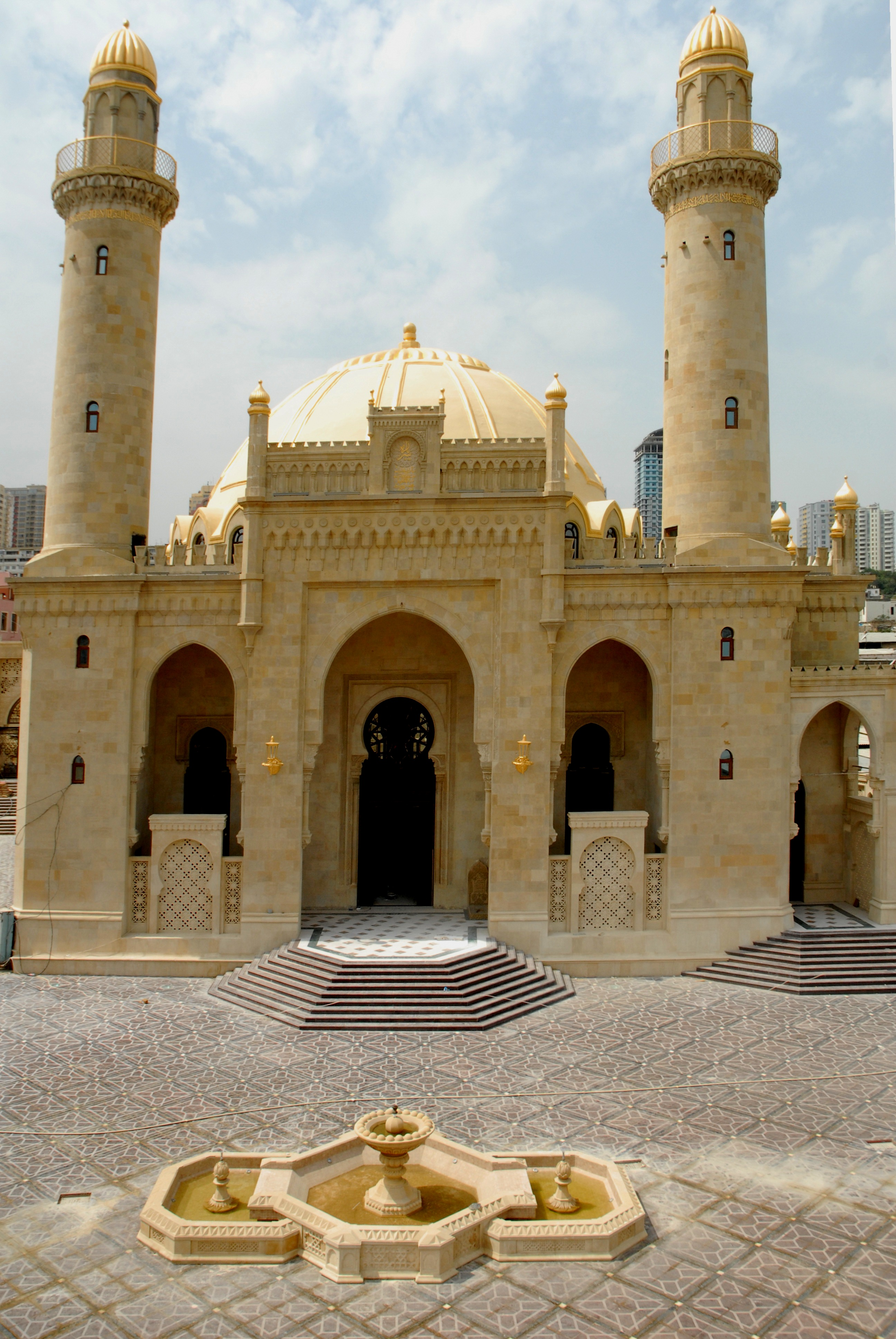
Taza Pir Mosque
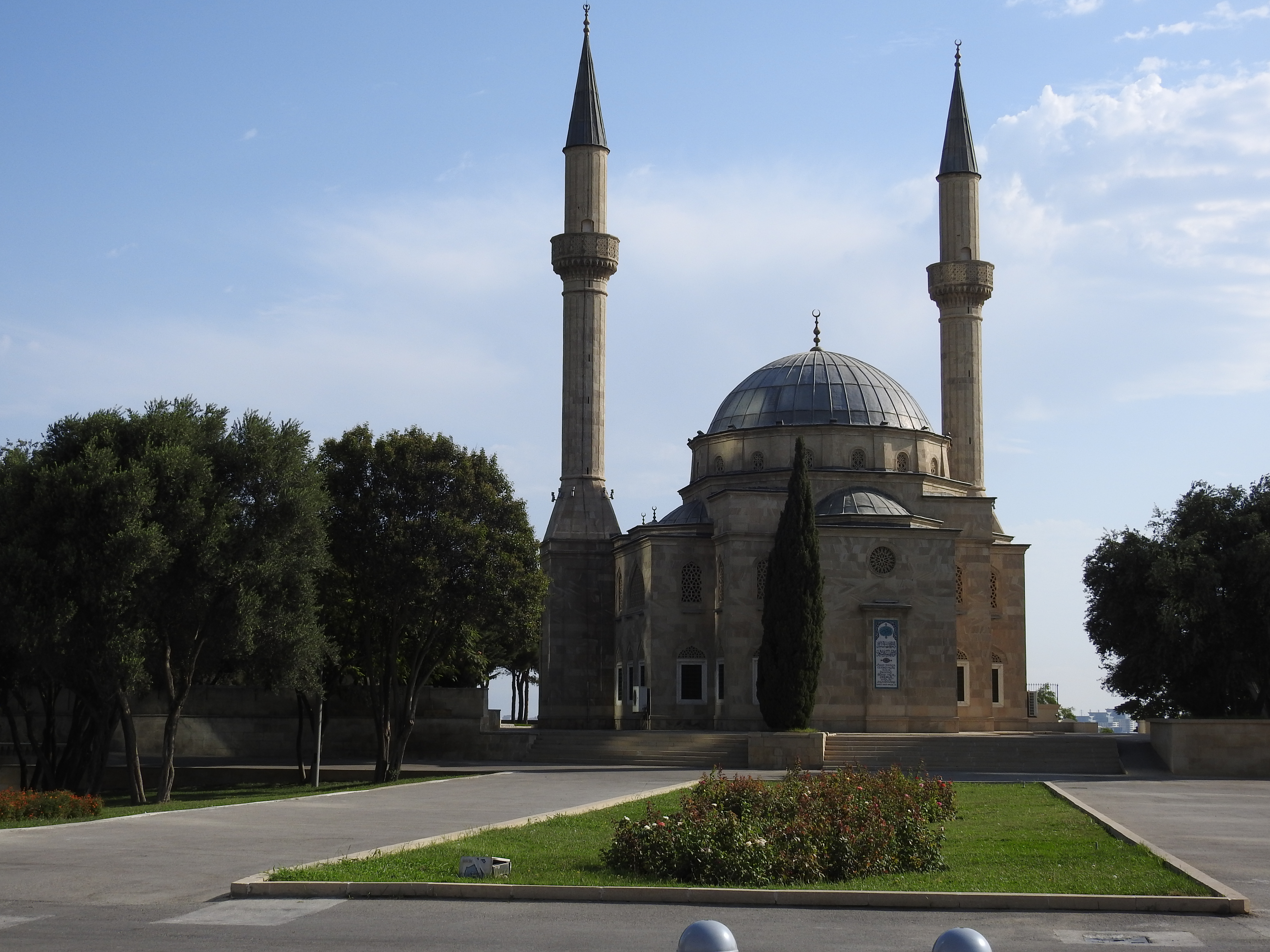
Memorial al Martirilor din Baku
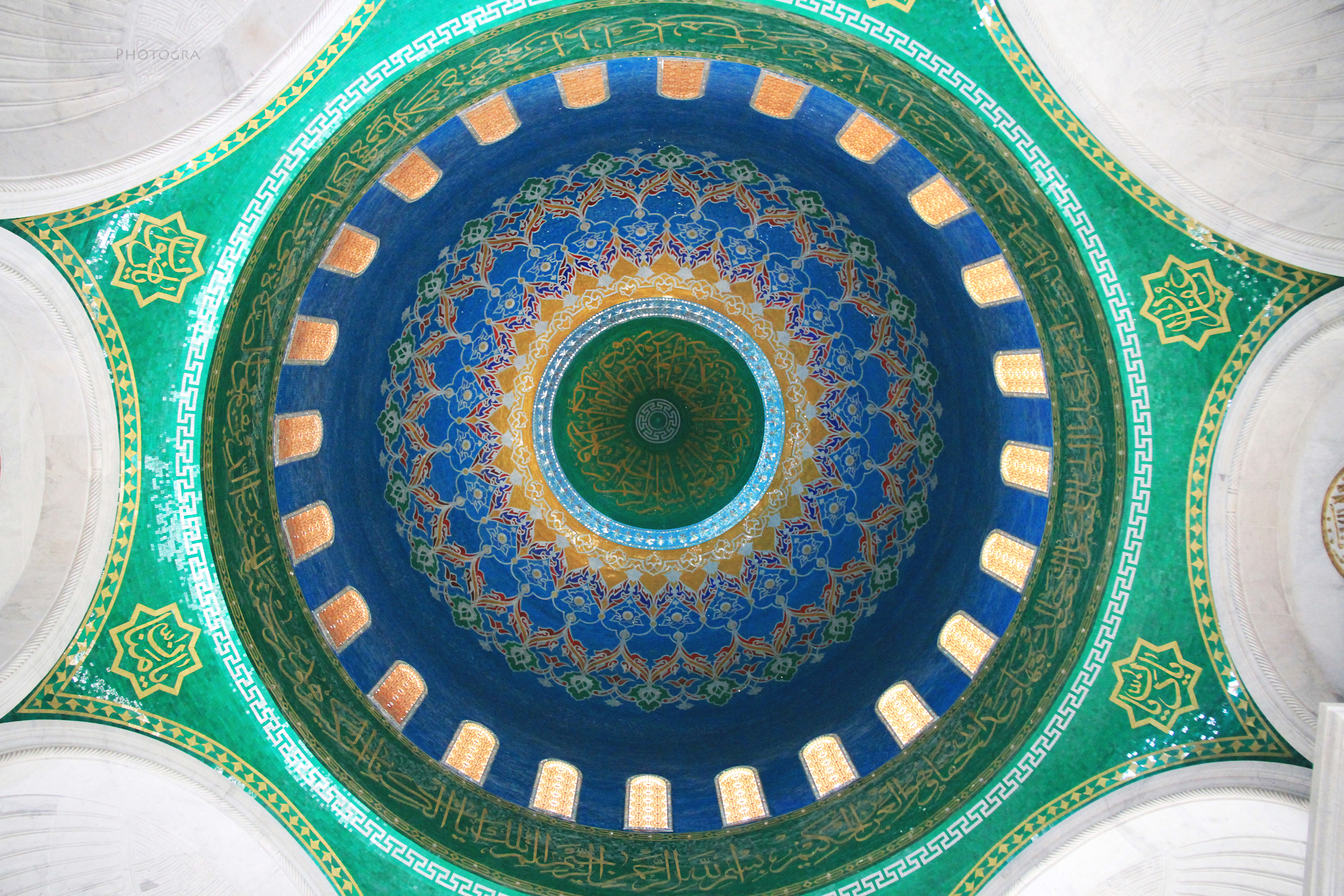
Dome of the Bibi-Heybat Mosque
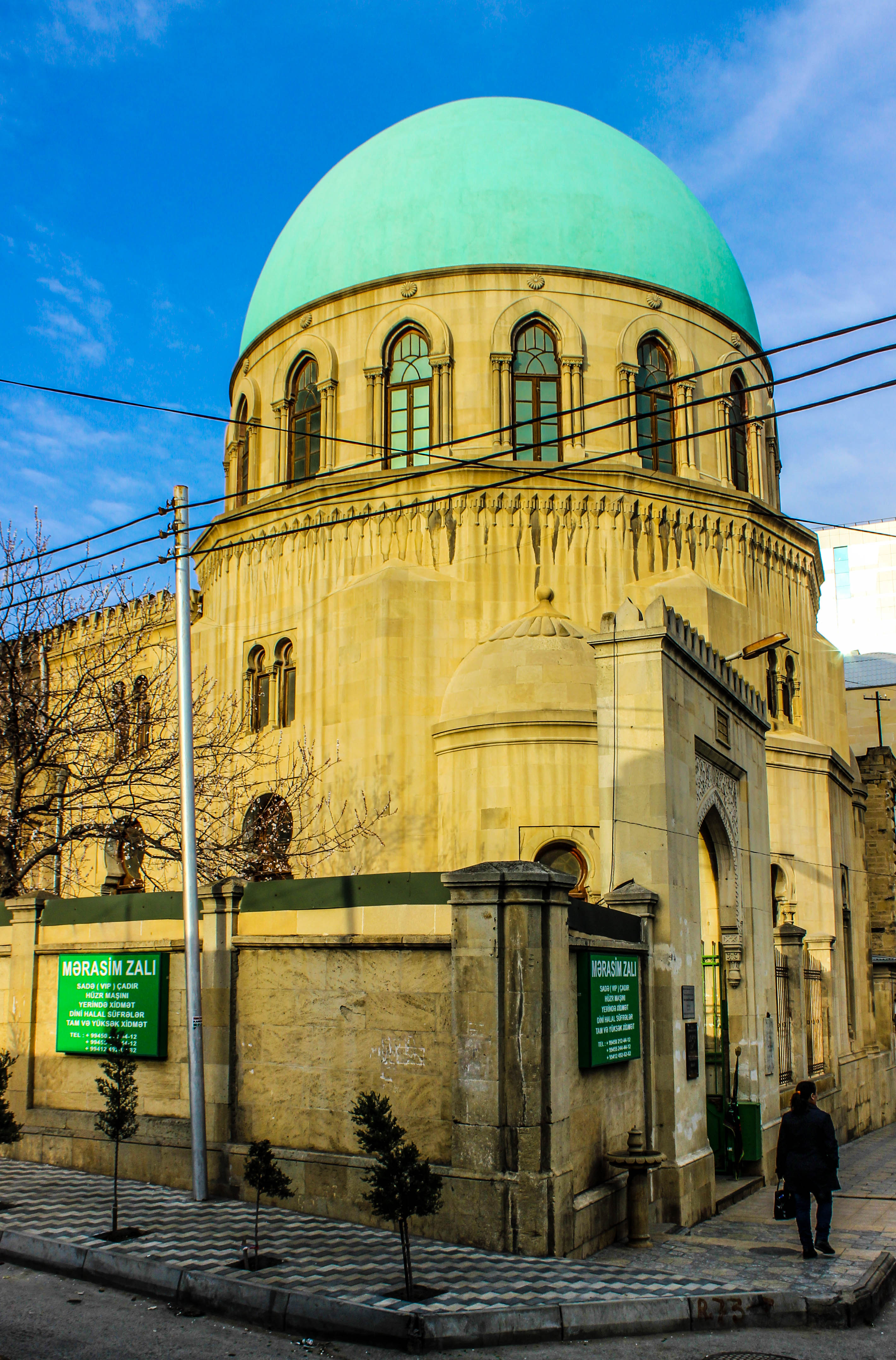
Haji Sultanali Mosque
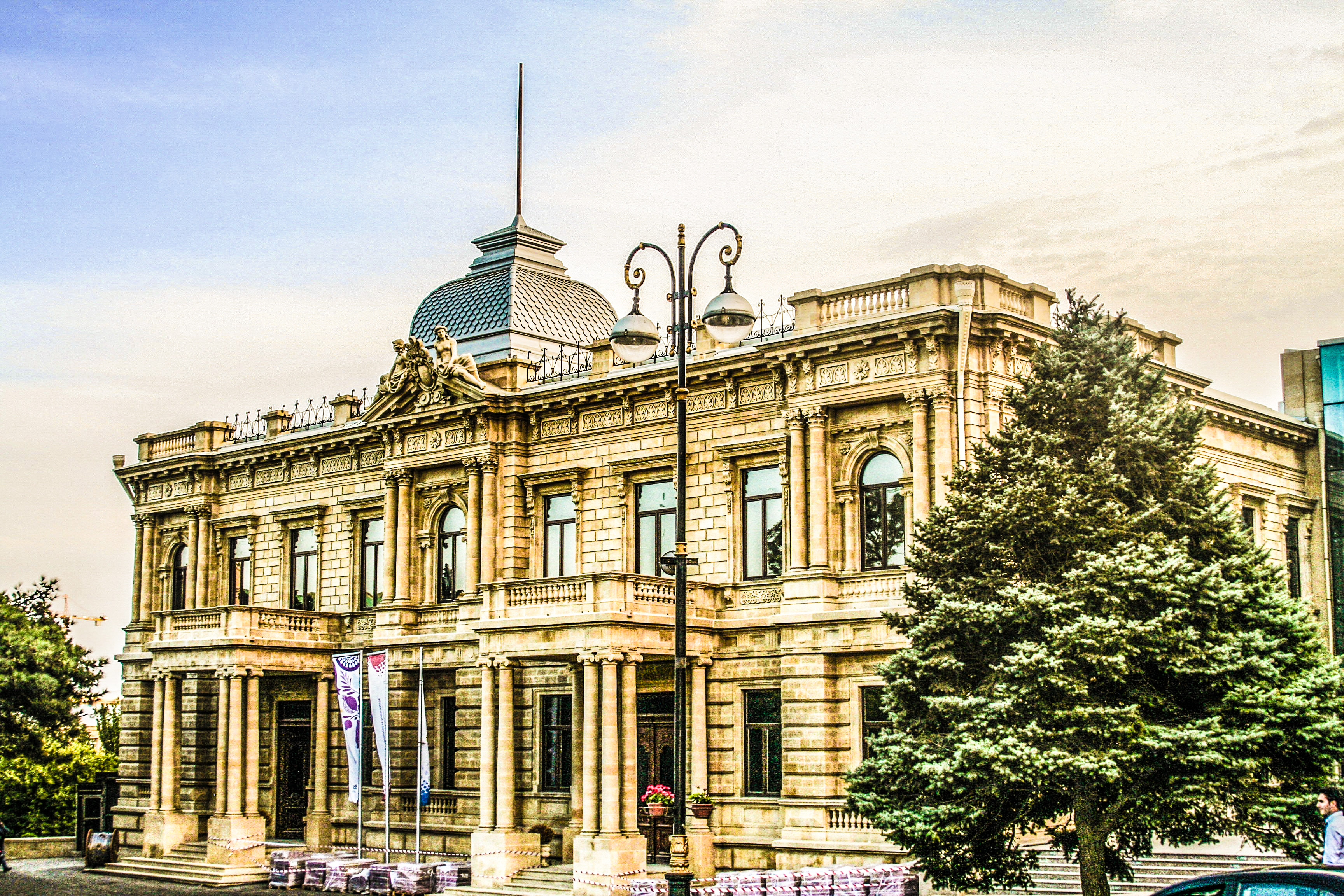
National Art Museum of Azerbaijan (De Bur's Palace).
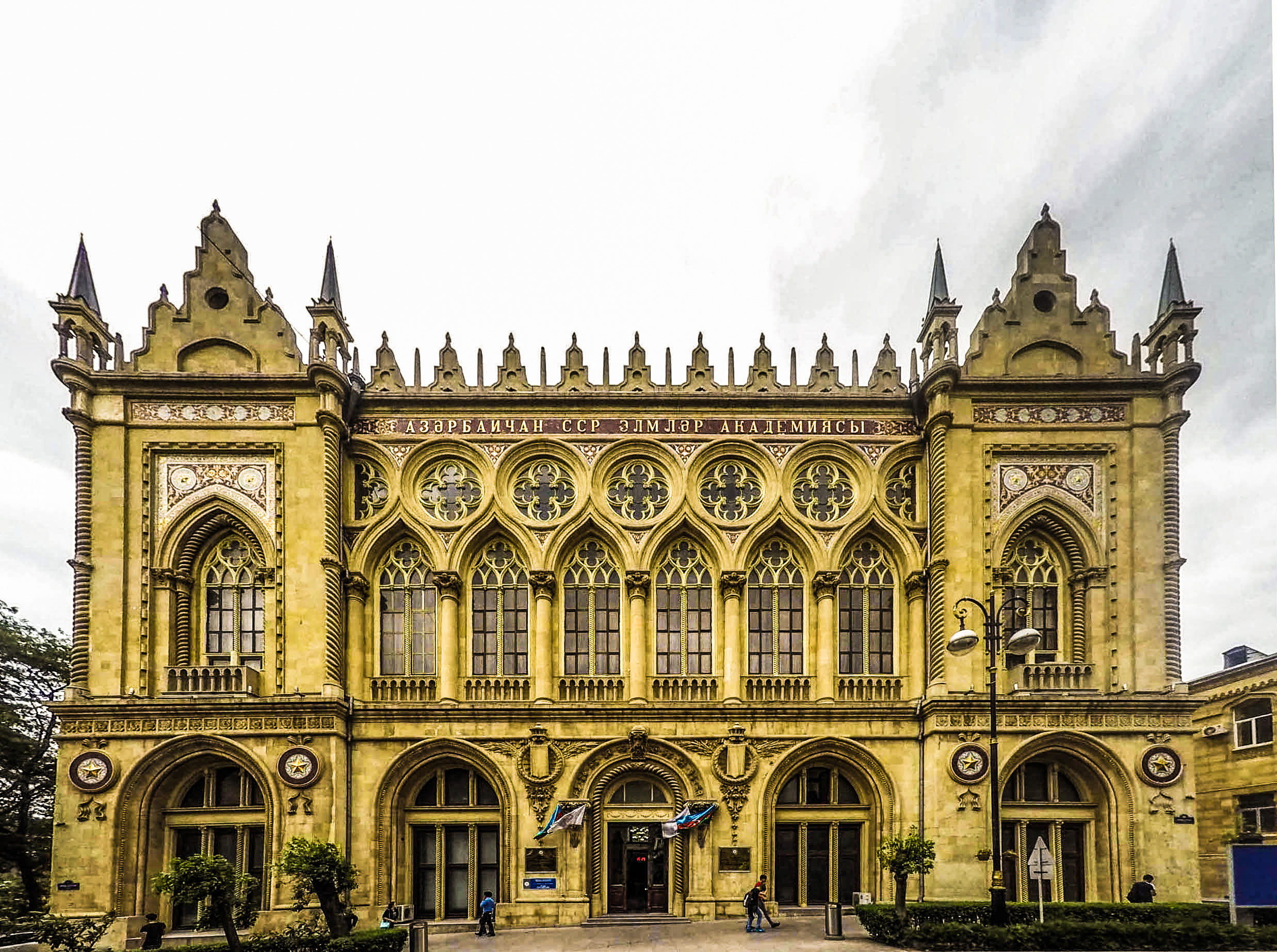
Ismailiyya Palace in Baku.
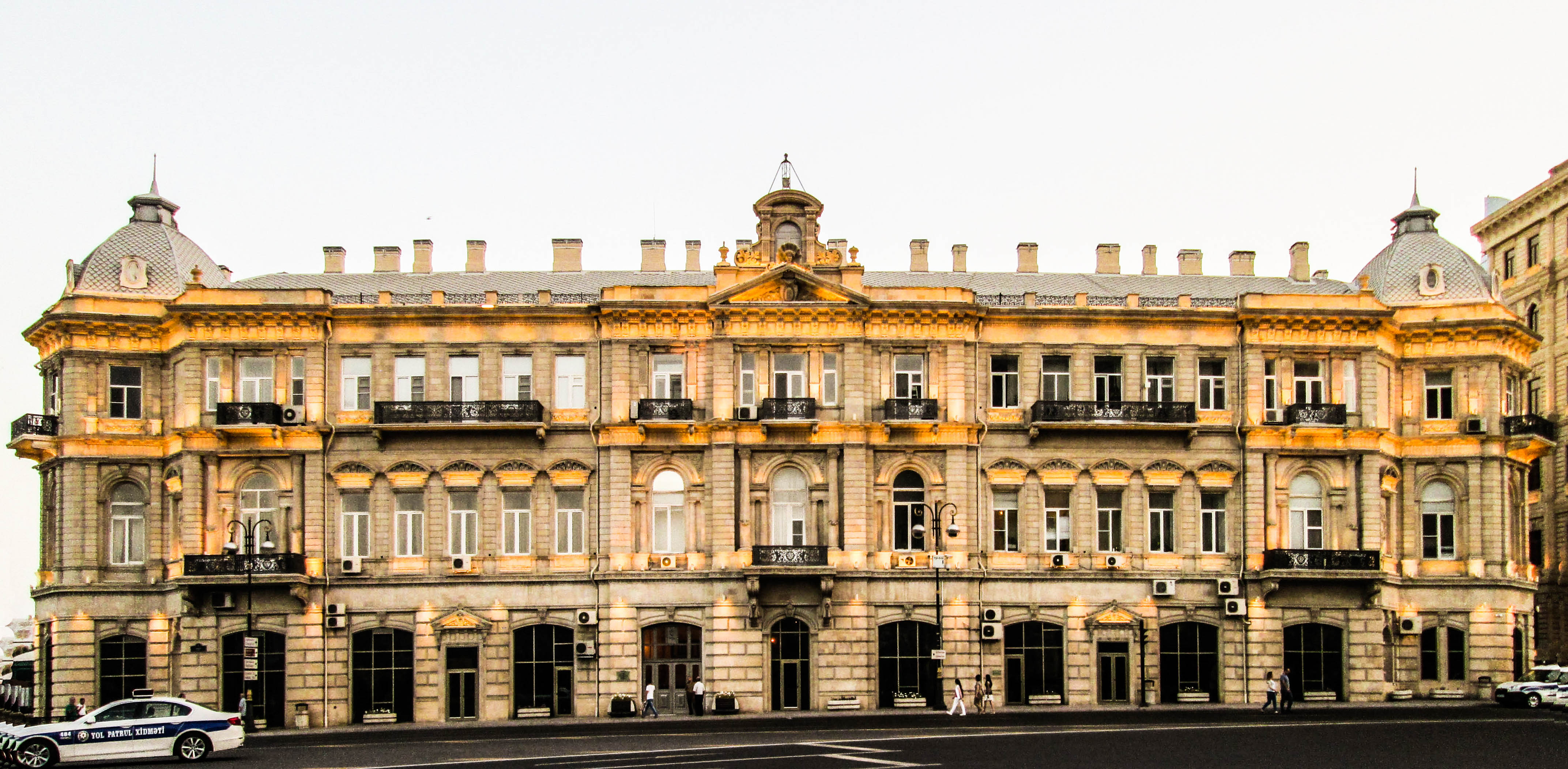
Palace of Seyid Mirbabayev in Baku.
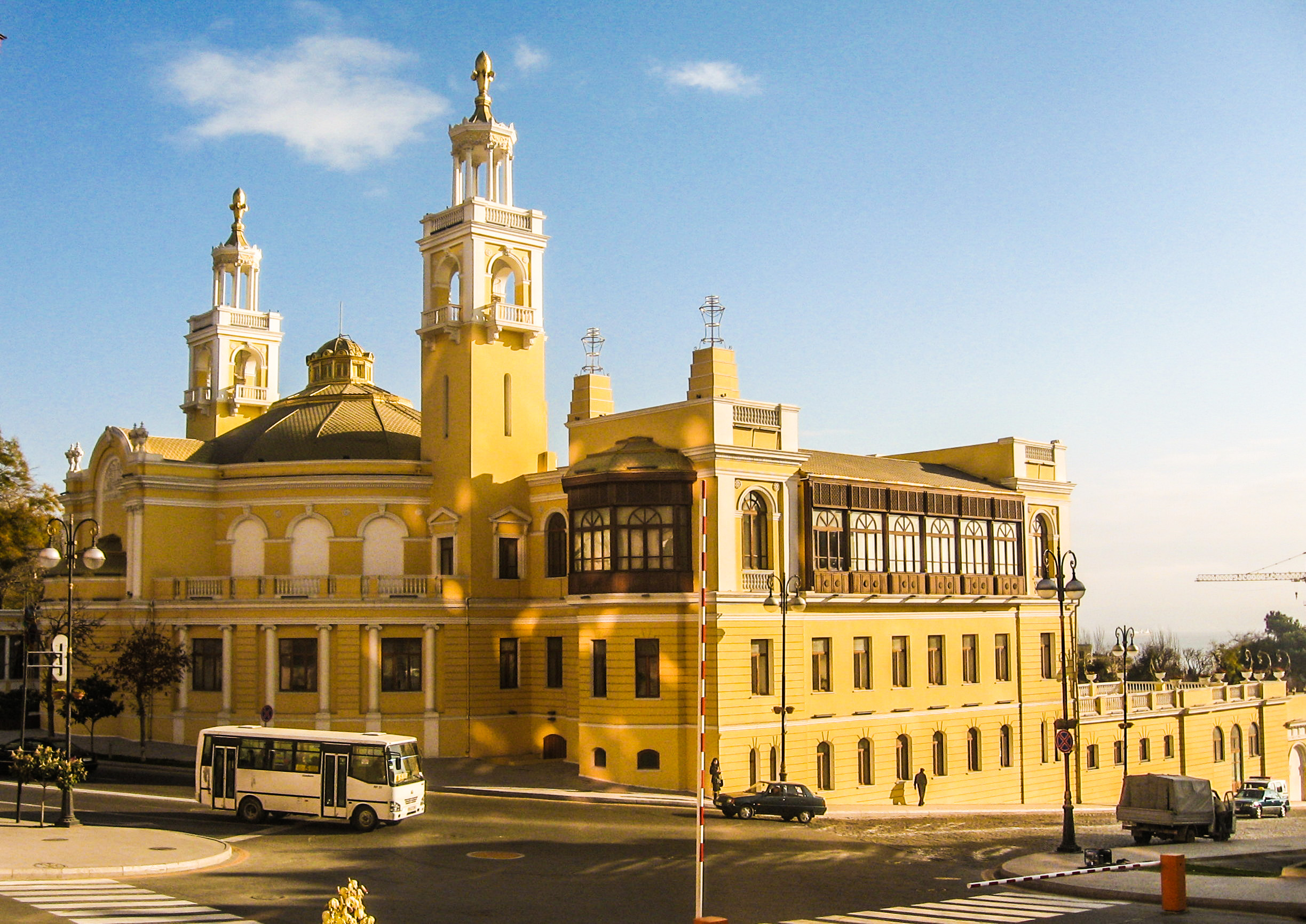
Azerbaijan State Philharmonic Hall.
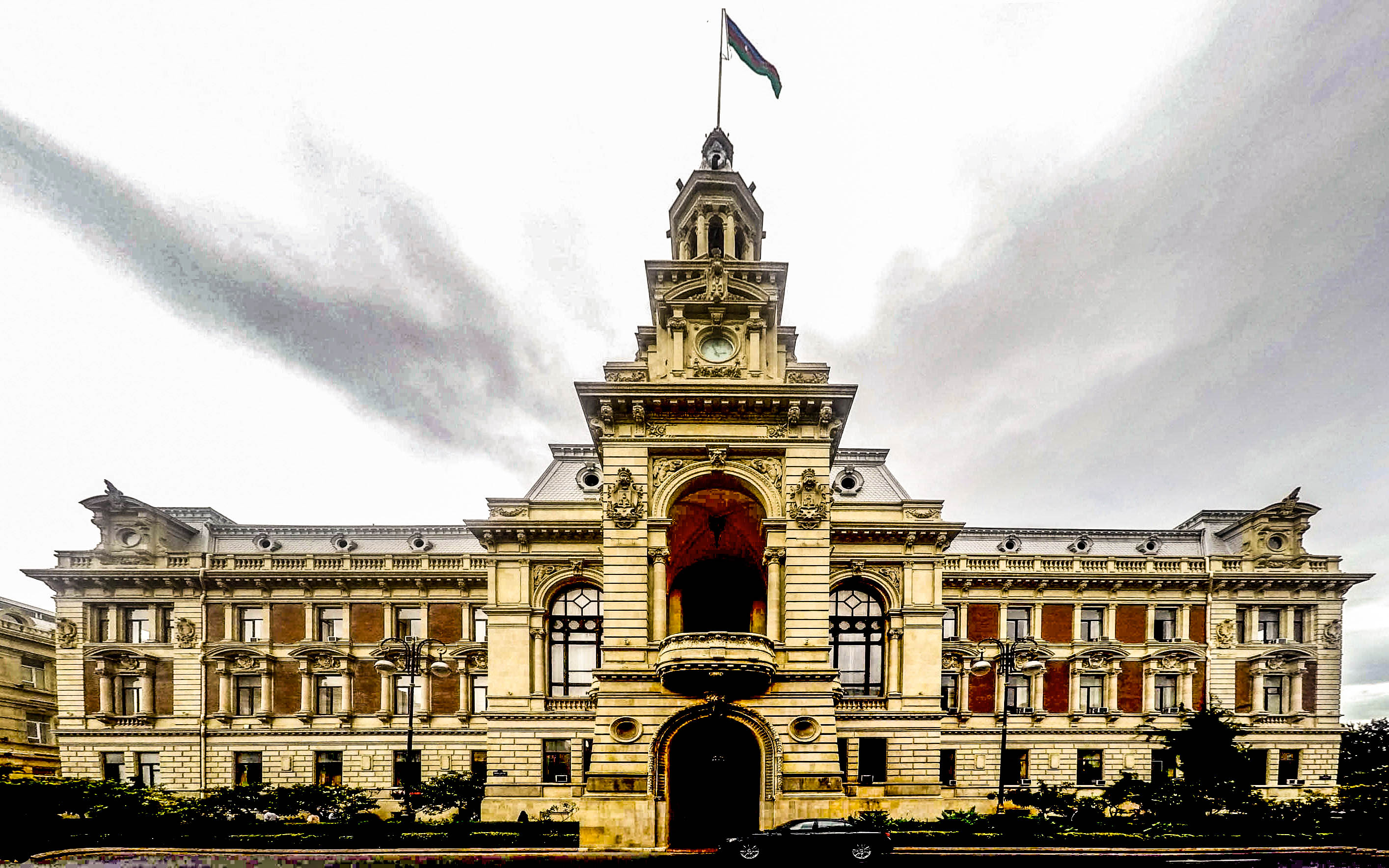
The Building Mayoralty of Baku
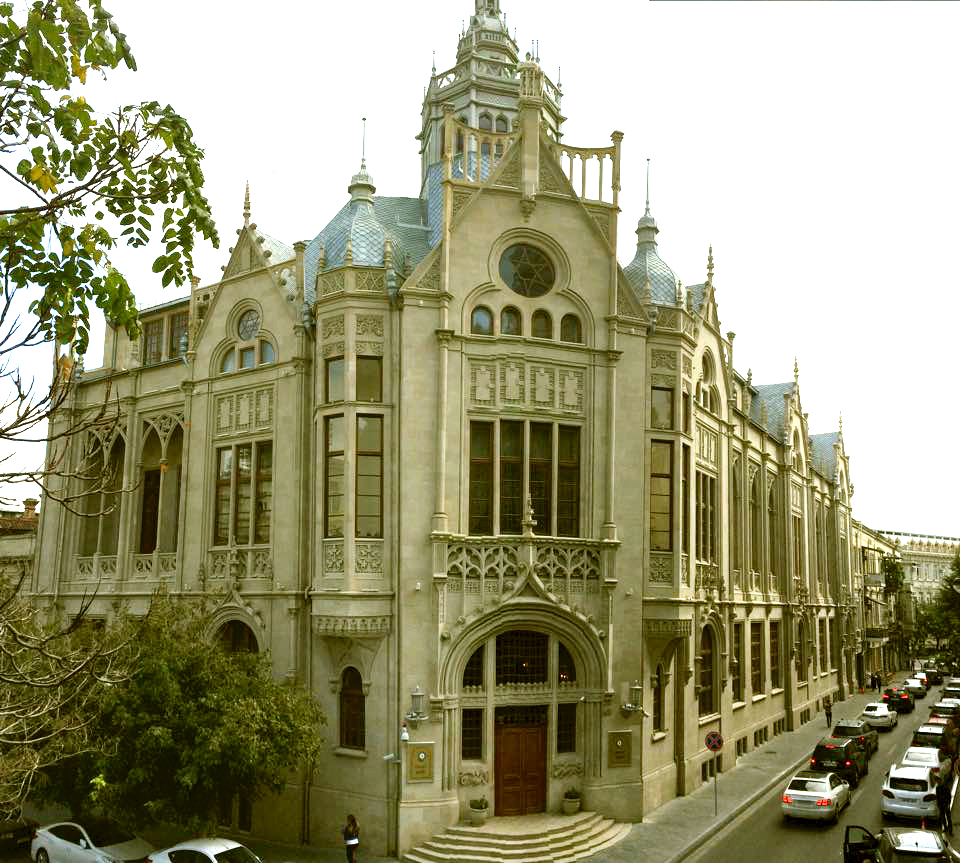
Palace of Happiness
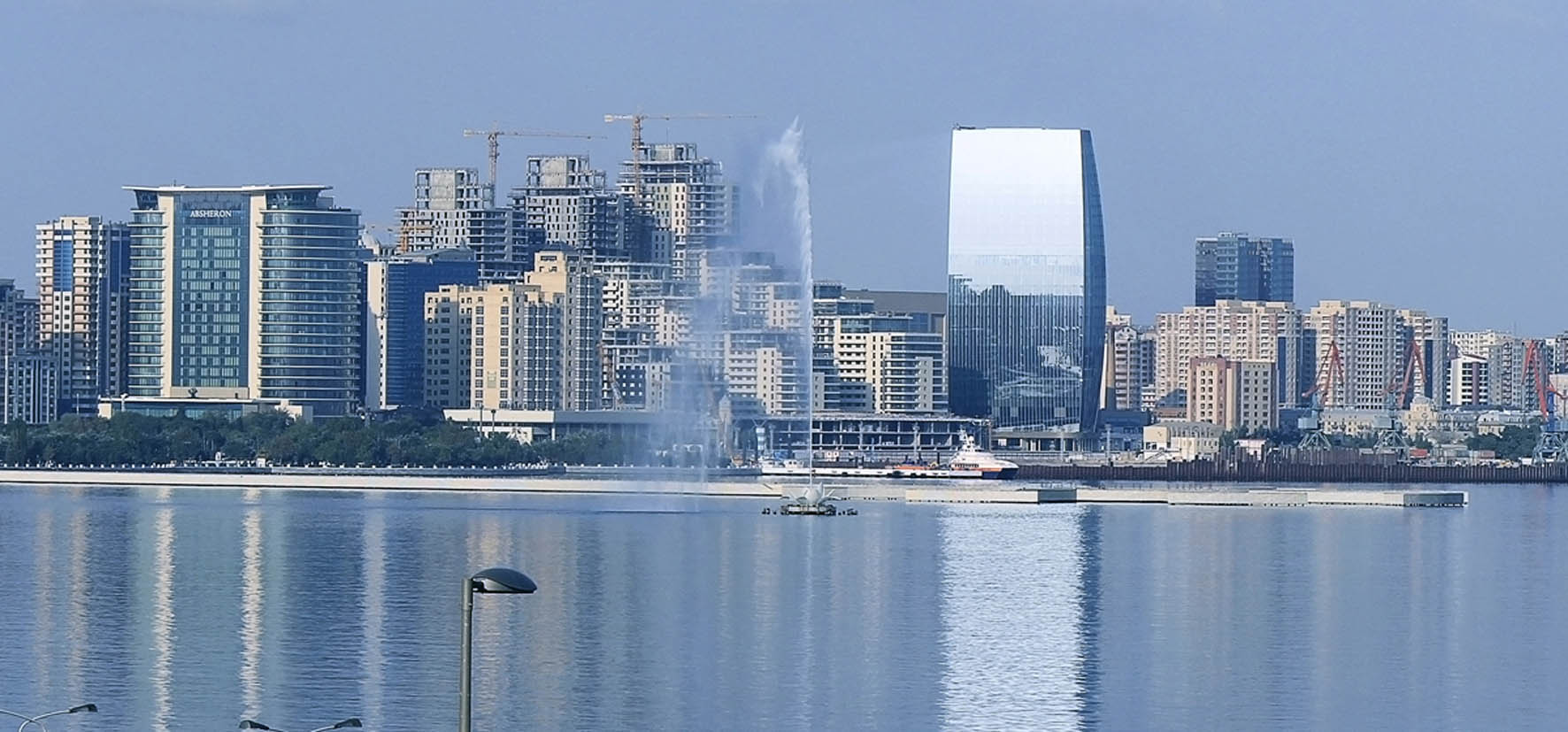
Port Baku Towers and Port Baku Residence